# سرطان لوزالمعده

سَر، تنه و دُم لوزالمعده: معده در این تصویر محو شده است تا کل لوزالمعده قابل نمایش باشد؛ چرا که تنه و دُم لوزالمعده کاملاً در پشت معده و گردن لوزالمعده هم تا حدی در پشت آن قرار دارد.

سرطان لوزالمعده یا سرطان پانکراس (به انگلیسی: Pancreatic cancer) نوعی سرطان است که در اثر تکثیر و رشد کنترل‌نشدهٔ سلول‌های بافت غدهٔ لوزالمعده (که پشت معده قرار دارد) پدید می‌آید و یک نئوپلاسم (توده) تشکیل می‌دهد. این سلول‌های سرطانی توانایی حمله به دیگر بخش‌های بدن را دارند.
چندین نوع متفاوت از سرطان لوزالمعده شناسایی شده که رایج‌ترین نوع آن آدنوکارسینوم لوزالمعده نام دارد و ۹۰٪ موارد را تشکیل می‌دهد. گاهی عبارت «سرطان لوزالمعده» تنها به این نوع سرطان اشاره دارد. آدنوکارسینوم از بخشی از لوزالمعده شروع می‌شود که مسئول ساخت آنزیم‌های گوارشی است. چندین نوع سرطان دیگر نیز که در مجموع به آنها «غیر آدنوکارسینومی» می‌گویند ممکن است از این سلول‌ها ایجاد شوند.
۲–۱ درصد از سرطان‌های لوزالمعده تومورهای نورواندوکرین هستند که از سلول‌های تولیدکنندهٔ هورمون لوزالمعده به وجود می‌آیند. در کل، میزان تهاجمی بودن این تومورها، کمتر از آدنوکارسینوم است.
علائم و نشانه‌های رایج‌ترین نوع سرطان لوزالمعده شامل زردی پوست، دردِ شکم یا درد پشت، کاهش وزن غیرتعمدی و بی‌دلیل، کم‌رنگ شدنِ مدفوع، ادرار تیره و بی‌اشتهایی است. معمولاً در مراحل اولیهٔ بیمارِی، علائمی وجود ندارد؛ علائمی که شاخص قطعی بیماری و به اندازه‌ای خاص هستند که بتوانند ما را به سرطان لوزالمعده مشکوک کنند، معمولاً زمانی پدیدار می‌شوند که بیماری به مرحلهٔ پیشرفتهٔ خود رسیده است. این بدان معناست که سرطان لوزالمعده در زمانِ تشخیص معمولاً به نقاط دیگر بدن نیز گسترش یافته است.
سرطان لوزالمعده به‌ندرت در سنین پایین‌تر از ۴۰ سال رخ می‌دهد و بیش از نیمی از موارد آدنوکارسینوم لوزالمعده در افراد بالای ۷۰ سال دیده می‌شود. عواملِ خطرسازِ سرطان لوزالمعده شامل استعمال دخانیات، چاقی، دیابت و اختلالات ژنتیکی خاص است. حدود ۲۵ درصد از موارد ابتلا با کشیدن سیگار مرتبط است و ۵–۱۰٪ نیز وراثتی هستند.
سرطان لوزالمعده معمولاً به کمک ترکیبی از روش‌ها تصویربرداری پزشکی مانند سونوگرافی یا سی‌تی اسکن، آزمایش خون، و بررسی نمونه‌های بافتی تشخیص داده می‌شود. این بیماری به صورت چند مرحله‌ای، از مرحلهٔ اولیه (مرحلهٔ ۱) تا مرحلهٔ آخر (مرحلهٔ ۵)، تقسیم می‌شود و انجام غربالگری سرطان در جمعیت عمومی مؤثر تشخیص داده نشده است.
خطر ابتلا به سرطان لوزالمعده در میان افراد غیر سیگاری و افرادی که وزن مناسبی دارند و مصرف گوشت قرمز یا فرآوری‌شده را محدود می‌کنند، کمتر است. با این حال، این خطر برای مردان، به خصوص اگر گوشت قرمز بسیار زیادی مصرف می‌کنند، بیشتر مشاهده گردیده است. با این وجود، این یافته مورد بحث است و بررسی‌های ضد و نقیضی از تفاوت آماری ابتلا در زنان و مردان و همچنین ارتباط مصرف گوشت قرمز با سرطان موجود است. خطر ابتلا به این بیماری در افراد سیگاری بلافاصله پس از ترک کاهش می‌یابد و تقریباً پس از ۲۰ سال احتمال ابتلای آن‌ها با دیگر افراد برابر می‌شود. مدیریت درمانی سرطان لوزالمعده با جراحی، پرتودرمانی، شیمی‌درمانی، مراقبت تسکینی یا ترکیبی از این موارد انجام می‌شود. گزینه‌های درمانی تا حدی بر اساس مرحله سرطان انتخاب می‌گردد. جراحی تنها روشی است که ممکن است آدنوکارسینوم لوزالمعده را درمان کند و همچنین ممکن است به‌منظور بهبود کیفیت زندگی در آنهایی که احتمال درمان قطعی ندارند، انجام شود. مدیریت درد و تجویز داروهای کمک‌کننده به هضمِ غذا گاهی ضرورت می‌یابد. مراقبت تسکینی زودهنگام برای همهٔ موارد مبتلا به این بیماری توصیه می‌شود، حتی برای کسانی که تحت مراقبت با هدف درمان قطعی هستند.

سرطان لوزالمعده یکی از کشنده‌ترین انواع سرطان در سطح جهان است و یکی از کمترین نرخ‌های بقا را دارد. در سال ۲۰۲۲ مطابق گزارش «صندوق جهانی پژوهش‌های سرطان» و «رصدخانه جهانی سرطان»، بیش از ۵۱۰٬۹۹۲ مورد سرطان لوزالمعده ثبت شد و ۴۶۷٬۴۰۹ نفر از مبتلایان جان خود را از دست دادند. در مجموع و مطابق آمار سال ۲۰۲۲، سرطان پانکراس دوازدهمین سرطان شایع در جهان بوده است. این بیماری اغلب در کشورهای توسعه‌یافته رخ می‌دهد و این کشورها در سال ۲۰۱۲ شاهد ۷۰ درصد از کلِ موارد جدید این بیماری در جهان بوده‌اند. آدنوکارسینوم لوزالمعده معمولاً پیش‌آگهی بسیار بدی دارد. پس از تشخیص بیماری، حدود ۲۵٪ از مبتلایان، یک سال زنده می‌مانند و ۱۲٪ به مدت پنج سال زنده می‌مانند. اگر سرطان زود تشخیص داده شود، میزان بقای پنج ساله تا حدود ۲۰٪ افزایش می‌یابد. سرطان‌های نورواندوکرین پیش‌آگهی بهتری نسبت به آدنوکارسینوم دارند به گونه‌ای پس از گذشت ۵ سال از تشخیص و درمان، ۶۵ درصد از افراد مبتلا زنده هستند، اگرچه میزان بقا بسته به نوع تومور به‌طور قابل توجهی متفاوت است.

## انواع
انواع متعدد سرطان لوزالمعده را می‌توان به دو گروه کلی تقسیم کرد. اکثریت قریب به اتفاق موارد (حدود ۹۵٪) در بخشی از لوزالمعده رخ می‌دهد که آنزیم‌های گوارشی را تولید می‌کند که به عنوان جزء برون‌ریز شناخته می‌شود. انواع مختلفی از سرطان‌های برون‌ریز لوزالمعده شرح داده شده است، اما تشخیص و درمان آن‌ها اشتراک فراوانی دارد. میزان اندکی از سرطان‌هایی که در بافت تولیدکننده هورمون (دستگاه درون‌ریز) لوزالمعده ایجاد می‌شوند، ویژگی‌های بالینی متفاوتی دارند و به آنها تومورهای نوراندوکرین لوزالمعده می‌گویند که گاهی به اختصار «PanNETs» هم نوشته می‌شود. هر دو گروه بیشتر (اما نه منحصراً) در افراد بالای ۴۰ سال رخ می‌دهند و در مردان کمی شایع‌تر هستند؛ اما برخی از زیرگروه‌های نادر سرطان لوزالمعده بیشتر در زنان یا کودکان رخ می‌دهند.

### برون‌ریز
انواع برون‌ریزِ سرطان، بیشتر از نوعِ «آدنوکارسینوم» است (گاهی عباراتی چون «تهاجمی» و «مجرایی» هم به نام اینگونه سرطان‌ها اضافه می‌شود)، که شایع‌ترین نوع سرطان لوزالمعده محسوب می‌شوند و حدود ۸۵٪ از تمام سرطان‌های لوزالمعده را در برمی‌گیرند. تقریباً همه این‌ها در مجاری لوزالمعده و به صورت «آدنوکارسینوم مجرای لوزالمعده» آغاز می‌شوند. این در حالی است که بافتی که سرطان از آن نشأت می‌گیرد — بافت پوششیِ مجرای لوزالمعده — کمتر از ۱۰٪ از غدهٔ لوزالمعده را از نظر حجم سلولی تشکیل می‌دهد و تنها از مجاری لوله‌ای‌شکل (یک سیستم مجرایی گسترده اما مویرگی‌مانند که به بیرون شاخه شاخه می‌شود) تشکیل شده است. این سرطان از سلول‌های مجاری حمل‌کننده ترشحات (مانند آنزیم‌ها و بی‌کربنات) به بیرونِ لوزالمعده ایجاد می‌شود. حدود ۶۰ تا ۷۰ درصد از آدنوکارسینوم‌ها در سرِ لوزالمعده رخ می‌دهد.
شایع‌ترین نوع بعدی، یعنی کارسینوم سلول آسینار لوزالمعده، در آن دسته از سلول‌هایی تشکیل می‌شود که سازندهٔ آنزیم هستند و ۵ درصد از سرطان‌های برون‌ریز لوزالمعده را شامل می‌شود. همچون «سرطان‌هایِ غددِ درون‌ریزِ عملکردی» که در زیر توضیح داده شده است، کارسینوم سلول آسینار ممکن است باعث تولید بیش از حد مولکول‌های خاص — در این مورد آنزیم‌های گوارشی — شود که قادر به ایجادِ علائمی چون بثورات پوستی و درد مفاصل (به سبب رها شدن آنزیم لیپاز) است.
سیست‌آدنوکارسینوم لوزالمعده ۱٪ از سرطان‌های لوزالمعده را تشکیل می‌دهند و پیش‌آگهی بهتری نسبت به سایر انواع برون‌ریز دارد.
پانکراتوبلاستوم نوع نادری است که بیشتر در دوران کودکی رخ می‌دهد و پیش‌آگهی نسبتاً خوبی دارد. سایر سرطان‌های برون‌ریز شامل کارسینوم‌های آدنواِسکوآموس، کارسینوم‌های سلول نگینی، تومورهای هپاتوئید، کارسینوم‌های کلوئیدی، کارسینوم‌های تمایزنیافته و کارسینوم‌های تمایزنیافته با سلول‌های ژانت استئوکلاست‌مانند هستند. تومور توپُر پاپیلاری کاذب نوعی بدخیمی نادر با درجه تهاجم کم است که بیشتر در زنان جوان‌تر روی می‌دهد و عموماً پیش‌آگهی بسیار خوبی دارد.
نئوپلاسم کیست‌های موسینی لوزالمعده گروه وسیعی از تومورهای لوزالمعده هستند که پتانسیل بدخیمی دارند. با افزایش قدرت تشخیصی و رایج شدن سی‌تی اسکن‌ها، این نوع تومورها به میزانِ بسیار بیشتری از قبل شناسایی می‌شوند، و بحث در مورد بهترین روش ارزیابی و درمان آنها ادامه دارد، چرا که بسیاری از آنها خوش‌خیم هستند.

### نوراندوکرین (درون‌ریز)
تعداد بسیار اندکی از تومورهایی که در سایر نقاط لوزالمعده ایجاد می‌شوند، عمدتاً تومورهای نوراندوکرین (درون‌ریز) لوزالمعده هستند. تومورهای نورواندوکرین (NETs) گروه متنوعی از تومورهای خوش‌خیم یا بدخیم هستند که از سلول‌های نوراندوکرینِ غدد درون‌ریز بدن به وجود می‌آیند که مسئول یکپارچه‌سازی و هماهنگی دستگاه عصبی و غدد درون‌ریز هستند. تومورهای نوراندوکرین ممکن است در بیشتر اعضا و احشای‌های بدن، از جمله لوزالمعده رشد کنند که البته در لوزالمعده انواع مختلف بدخیم آن نادر هستند. تومورهای نوراندوکرین لوزالمعده بسته به میزان تولید هورمون به دو نوع «عملکردی» (فعال) و «غیر عملکردی» (غیرفعال) دسته‌بندی می‌شوند. انواع فعال، هورمون‌هایی مانند انسولین، گاسترین و گلوکاگون را به مقدار زیاد در جریان خون ترشح می‌کنند که منجر به علائم مهم و بالقوه خطرناکی مانند افت قند خون می‌شود، اما مزیت‌شان آن است که چنین چیزی منجر به تشخیص نسبتاً زودهنگام سرطان می‌شوند. رایج‌ترین انواع تومورهای نوراندوکرین (درون‌ریز) لوزالمعده فعال، انسولینما و گاسترینوما هستند که نام آن‌ها برگرفته از هورمون‌هایی است که ترشح می‌کنند. انواع غیرعملکردی (غیرفعال) تومور، آنقدری هورمون ترشح نمی‌کنند تا علائم بالینی آشکار ایجاد شود، بنابراین تومورهای غیرفعال نوراندوکرین لوزالمعده تنها پس از گسترش سرطان به سایر قسمت‌های بدن تشخیص داده می‌شوند.
همچون سایرِ تومورهای نوراندوکرین درون‌ریز، تاریخچه اصطلاحات و طبقه‌بندی این تومورها پیچیده است. این سرطان‌های لوزالمعده گاهی «سرطان سلول جزیره‌ای» نامیده می‌شوند، اگرچه اکنون معلوم شده است که برخلاف تصور قبلی، در واقع از سلول‌های جزایر لانگرهانس نشات نمی‌گیرند.

## علائم و نشانه‌ها

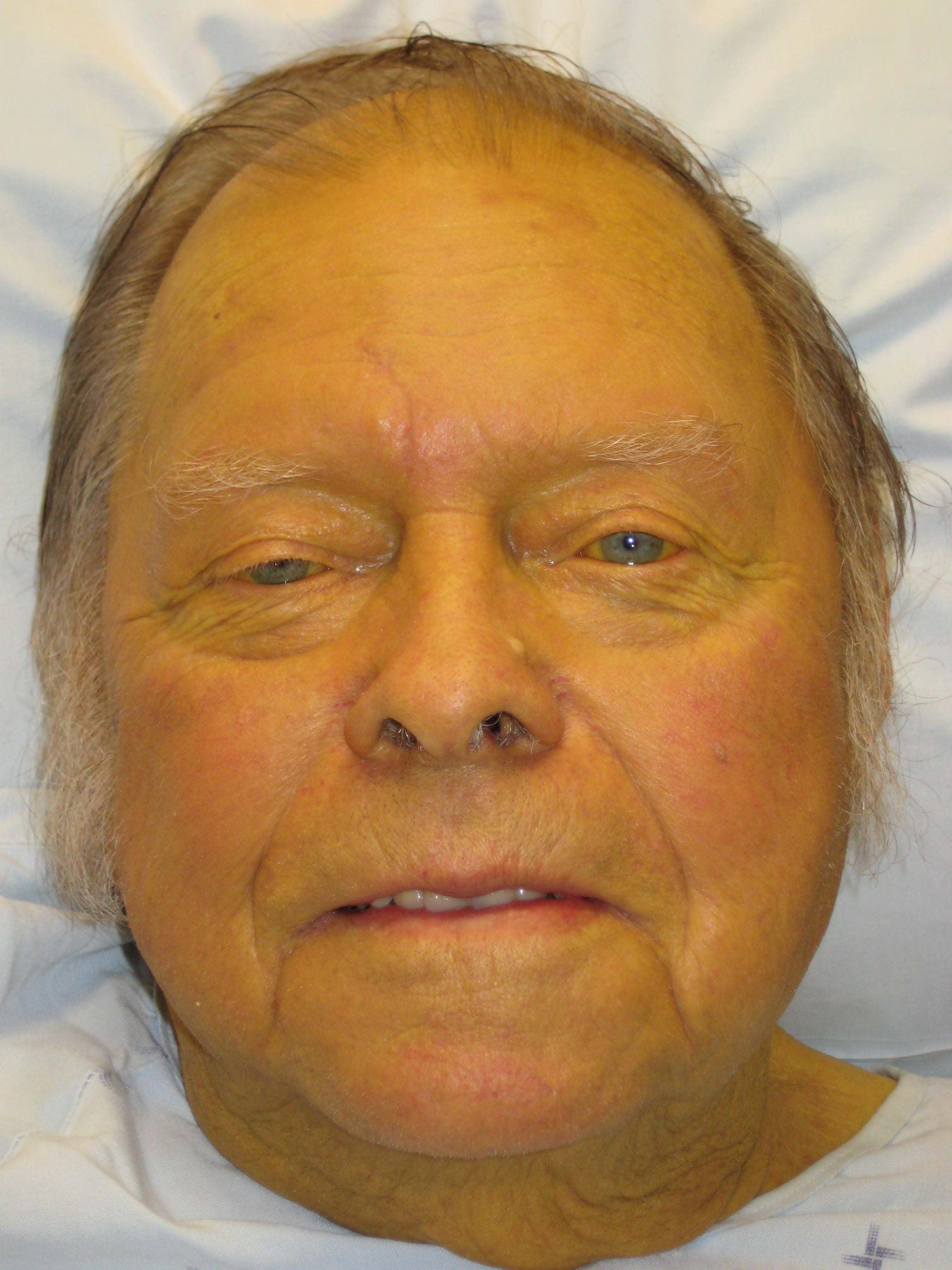
یرقان (زردی) ممکن است علامتی از انسداد مجرای صفراوی ناشی از سرطان لوزالمعده باشد.

از آنجایی که معمولاً در مراحل اولیه سرطان لوزالمعده علائم قابل تشخیصی وجود ندارد، این بیماری معمولاً زمانی تشخیص داده می‌شود که سرطان فراتر از لوزالمعده گسترش یافته است. این موضوع یکی از دلایل اصلی میزان اندک بقای مبتلایان است. تومورهایِ نورواندوکرینِ فعالِ لوزالمعده در این مورد استثنا هستند؛ چرا که تولید بیش از حد هورمون‌های فعال مختلف در این تومورها منجر به شکل‌گیری علائم (که به نوع هورمون بستگی دارد) می‌شود. علائم رایج آدنوکارسینوم لوزالمعده شامل درد، زردی، کاهش وزن، مشکلات گوارشی و دیابت و در موارد کمتر شایع شامل سندرم تروسو، افسردگی، اختلال خواب، ضعف و خستگی زودرس و سندرم پارانئوپلاستیک است.

### درد
درد یکی از شایع‌ترین علائم گزارش شده در سرطان لوزالمعده است که حتی با تومورهای کوچک لوزالمعده (کمتر از ۲ سانتی‌متر) هم دیده می‌شود. درد مرتبط با سرطان لوزالمعده معمولاً شروع تدریجی دارد و آهسته‌گستر بوده و زمانی که فرد به پزشک مراجعه می‌کند، حدود یک تا دو ماه از آغازِ درد گذشته است. سرطان‌هایی که از تنه یا دُم لوزالمعده شروع می‌شوند معمولاً اندازهٔ نسبتاً بزرگتری پیدا می‌کنند و به سایر احشای مجاور فشار می‌آورند که باعث درد می‌شود. سرطان همچنین ممکن است به اعصاب اطراف لوزالمعده، به‌ویژه شبکهٔ اعصاب احشایی، گسترش یابد که اغلب باعث کمردرد می‌شود.
 درد شدید در ناحیه پشت یا کمر، پزشک را مشکوک به وجود تومور در تنه و دم لوزالمعده می‌کند. درد عموماً در قسمت بالایی شکم یا پشت حس می‌شود که بسیاری از مواقع، از جلو (اطراف معده) به پشت منتشر می‌شود و در آغاز، گاهی درد به اصطلاح «می‌آید و می‌رود». درد ممکن است شب‌هنگام بدتر شود و در طول زمان (معمولا طی چند ماه) افزایش یابد تا آنکه شدید و بی‌وقفه گردد. درد همچنین ممکن است با غذاخوردن یا دراز کشیدن بدتر شود و با خم شدن به جلو، کمی تسکین یابد. در بریتانیا، حدود نیمی از موارد جدید سرطان لوزالمعده پس از مراجعه افراد به بخش اورژانس بیمارستان برای شکم‌درد یا زردی پوست تشخیص داده می‌شوند. در بیش از دو سوم افراد، درد شکم علامت اصلی است، که ۴۶٪ آنها زردی پوست (یرقان) هم دارند. در ۱۳٪ مبتلایان، زردی پوست با درد شکم همراه نیست.

### زردی
یرقان یا زردی، که در سفیدی چشم‌ها یا پوست، با یا بدون درد، دیده می‌شود و گاهی با ادرار تیره همراه است. زردی اغلب زمانی ایجاد می‌شود که سرطان در سرِ لوزالمعده باشد و مجرای صفراوی مشترک را در محلِ عبور از لوزالمعده مسدود کند. این موضوع سبب افزایش غیرطبیعی سطح بیلی‌روبین در خون می‌شود که علاوه بر ایجاد زردی، ممکن است باعث خارش پوست شود. یرقان یک نشانه نسبتاً زودرس در تومورهای سرِ لوزالمعده است و تومورهایی که با زردیِ بدون درد تظاهر می‌کنند، در مقایسه با تومورهایی که با درد و زردی توأم همراه هستند، پیش‌آگهی نسبتاً مطلوب‌تری دارند. شایان ذکر است که زردی زمانی نمایان می‌شود که سطح بیلی‌روبین به بیش از ۳٫۰–۲٫۵ میلی‌گرم در دسی‌لیتر و خارش پوست زمانی پدیدار می‌شود که سطح بیلی‌روبین به بیش از ۸٫۰–۶٫۰ میلی‌گرم در دسی‌لیتر برسد.

### کاهش وزن
کاشکسی و کاهشِ وزنِ غیرقابل توضیح و ناخواسته یکی از علائم بیماری است که به‌دلیل بی‌اشتهایی یا به سبب اختلال در عملکرد برون‌ریز لوزالمعده است که منجر به سوءهاضمه و اختلال در جذب مواد غدایی، به‌ویژه چربی می‌شود. سندرم کاشکسی-بی‌اشتهایی نیز با پیشرفت سرطان لوزالمعده در ۷۰ تا ۸۵ درصد از بیماران مبتلا پدیدار می‌شود. این سندرم با بی‌اشتهایی، کاهش مصرف غذا، افزایش سوخت‌وساز و کاهش وزن بدن همراه است و در اثر ترشح سیتوکین‌ها، هورمون‌ها، نوروپپتیدها، ناقل‌های عصبی و سایر مواد شیمیایی بیولوژیکی توسط تومور ایجاد می‌شود. سندرم کاشکسی-بی‌اشتهایی با کاهش وزن بیش از ۵٪ (یا بیش از ۲٪ در بیمارانی که بی‌ام‌آی آنها کمتر از ۲۰ است) طی یک دورهٔ ۶ ماهه قابل تعریف است. این سندرم همچنین زمانی تشخیص داده می‌شود که توده عضلانی بیش از ۲٪ کاهش یابد. کاشکسی-بی‌اشتهایی طول عمر بیماران را کوتاه می‌کند و کیفیت زندگی را به میزان قابل توجهی کاهش می‌دهد.

### مشکلات گوارشی
تومور لوزالمعده ممکن است بر روی احشای مجاور فشار بیاورد و فرآیندهای گوارشی را مختل و تخلیه معده را دشوار کند که این فرایند گاهی باعث تهوع، نفخ و احساس پُری می‌شود. چربی هضم‌نشده منجر به مدفوع بدبو و چرب می‌گردد که به سختی قابل دفع است. یبوست نیز در برخی از مبتلایان به این سرطان دیده می‌شود.

### دیابت
دست‌کم ۵۰ درصد از افراد مبتلا به آدنوکارسینوم لوزالمعده در زمانِ تشخیص، دیابت دارند که معمولاً از حدود ۲ سال قبل‌تر از سرطان، یا در مدت زمانی کمتر از ۲ سال آغاز شده است. در حالی که ابتلا به دیابت طولانی‌مدت، خود یک عاملِ خطرِ شناخته‌شده برای سرطان لوزالمعده است (به عوامل خطر مراجعه کنید)، سرطان نیز می‌تواند باعث دیابت شود، به همین علت، دیابتِ نوظهور گاهی نشانه اولیه سرطان لوزالمعده در نظر گرفته می‌شود. افراد بالای ۵۰ سال که برای نخستین بار به دیابت مبتلا می‌گردند، ظرفِ سه سال آتی، هشت برابر بیشتر از افراد عادی، خطرِ ابتلا به آدنوکارسینومِ لوزالمعده دارند و پس از آن، خطرِ نسبیِ ابتلا کاهش می‌یابد.
| علائم | نشانه‌ها |
| --- | --- |
| - احساس ضعف و سستی (۸۶٪) - کاهش وزن ناخواسته (۸۵٪) - بی‌اشتهایی (۸۳٪) - درد شکمی (۷۹٪) - درد بالای شکم (اپی‌گاستر) (۷۱٪) - ادرار تیره (۵۹٪) - زردی پوست (۵۶٪) - تهوع (۵۱٪) - کمردرد (۴۹٪) - اسهال (۴۴٪) - استفراغ (۳۳٪) - مدفوع چرب (۲۵٪) - ترومبوفلبیت (۳٪) | - یرقان (۵۵٪) - هپاتومگالی – (۳۹٪) - وجود توده در ربع فوقانی راست شکم (۱۵٪) - کاشکسی (۱۳٪) - نشانهٔ کوروازیه (کیسه صفرا متسع و قابل لمس اما بدون درد در حاشیه سمت راست بالای شکم و زیر دنده‌ها) (۱۳٪) - وجود توده در بالای شکم (اپی‌گاستر) (۹٪) - آسیت (۵٪) |

### یافته‌های دیگر
- سندرم تروسو[۴۱] که در آن لخته‌های خون به‌طور خودبه‌خود در رگ‌های خونی پورتال (ترومبوز وریدپورت)، سیاهرگ‌های عمقی اندام‌ها (ترومبوز سیاهرگی عمقی)، یا سیاهرگ‌های سطحی (ترومبوز سیاهرگی سطحی) در هر نقطه از بدن تشکیل می‌شوند — ممکن است با سرطان لوزالمعده و در حدود ۱۰ درصد موارد آن مشاهده گردد.[۳] عوارض ترومبوآمبولیک (لخته‌های خون، آمبولوز) بیشتر در سرطان‌های تنه و دم لوزالمعده دیده می‌شود.[۵۸]
- برخی از بیماران مبتلا به سرطان لوزالمعده از اختلال افسردگی عمده و اضطراب رنج می‌برند که می‌تواند مانعی برای مدیریت بهینه سرطان باشد.[۳] افسردگی در سرطان لوزالمعده بسیار شایع‌تر از سایر سرطان‌های شکم از جمله سرطان معده است. برخی از مطالعات هیچ تفاوتی در بروز اختلالات افسردگی میان بیماران آگاه از سرطان و کسانی که در مورد سرطان خود اطلاعی ندارند، نشان نمی‌دهد.[۵۹][۶۰] افسردگی گاهی پیش از تشخیص سرطان لوزالمعده ظاهر می‌شود و این گمان را مطرح می‌کند که شاید توسط فرایندهای بیولوژیک بیماری ایجاد شود.[۳] این احتمال وجود دارد که سیتوکین‌های پیش‌التهابی همچون اینترلوکین ۶، اینترلوکین ۱۸ و فاکتور نکروز توموری آلفا[۶۰][۶۱] یا تولید آنتی‌بادی ضد سروتونین[۶۲][۳۹] در بروز افسردگی مرتبط با سرطان لوزالمعده نقش داشته باشند.
- سایر تظاهرات شایع این بیماری عبارتند از: ضعف و خستگی زودرس، خشکی دهان، اختلال خواب، و تودهٔ قابل لمس شکمی.[۴۲] هپاتومگالی، آسیت، گره‌های خواهر مری جوزف (بزرگ شدن غدد لنفاوی اطراف ناف)، قفسه بلومر و بزرگ شدنِ غدد لنفاوی بالای ترقوه چپ (گره‌های ویرشو) در موارد پیشرفته سرطان دیده می‌شود.[۶۳][۳۹]

#### سندرم پارانئوپلاستیک
سندرم‌های پارانئوپلاستیک علائمی هستند که سرطان را همراهی می‌کنند، اما بی‌ارتباط با رشد موضعی یا متاستاز آن‌ها رخ می‌دهند.
سرطان لوزالمعده ممکن است با سندرم‌های پارانئوپلاستیک زیر همراه باشد:
- پوستی: اریتم مهاجر نکروزدهنده، اریتم ندوزوم، آکانتوز نیگریکانس مرتبط با بدخیمی، سندرم لیزر-تِـرِلا، سندرم بازکس و سندرم سوئیت. دو نمونهٔ مهم دیگر تظاهرات جلدی پارانئوپلاستیک در سرطان لوزالمعده، پمفیگوئید تاولی و پمفیگوئید غشای مخاطی (سیکاتریکال) هستند که حتی به‌عنوان نخستین تظاهر این سرطان گزارش شده‌اند.[۶۵]
- عصبی: میاستنی گراویس، سندرم میاستنی لامبرت–ایتون، درماتومیوزیت، پلی‌میوزیت و پُلی‌نوروپاتی
- خونی: کم‌خونی، لکوسیتوز، ائوزینوفیلی، ترومبوسیتوز
- درون‌ریز: سندرم کوشینگ[۴۲][۶۶] و احتمالاً دیابت.[۶۷]

### علائم گسترش سرطان
- گسترش سرطان لوزالمعده به سایر اندام‌ها (متاستاز) نیز ممکن است علائمی ایجاد کند. معمولاً آدنوکارسینوم لوزالمعده ابتدا به گره‌های لنفاوی مجاور و بعداً به کبد یا حفره صفاقی، روده بزرگ یا ریه‌ها گسترش می‌یابد.[۳] سرطان لوزالمعده به‌طور غیرمعمول، ممکن است به استخوان‌ها یا مغز هم سرایت کند.[۶۸]
- تومورهای شکل‌گرفته در لوزالمعده نیز ممکن است سرطان‌های ثانویه باشند که از سایر قسمت‌های بدن آمده‌اند. البته این موضوع نامعمول است و تنها در حدود ۲ درصد موارد سرطان لوزالمعده دیده می‌شود. تومور کلیه شایع‌ترین سرطانی است که به لوزالمعده می‌زند و پس از آن سرطان روده بزرگ و سپس ملانوم، سرطان پستان و سرطان ریه قرار دارند. در چنین مواردی، چه به امید درمان قطعی و چه برای کاهش علائم، ممکن است جراحی روی لوزالمعده ضرورت یابد.[۶۹]

## عوامل خطرساز

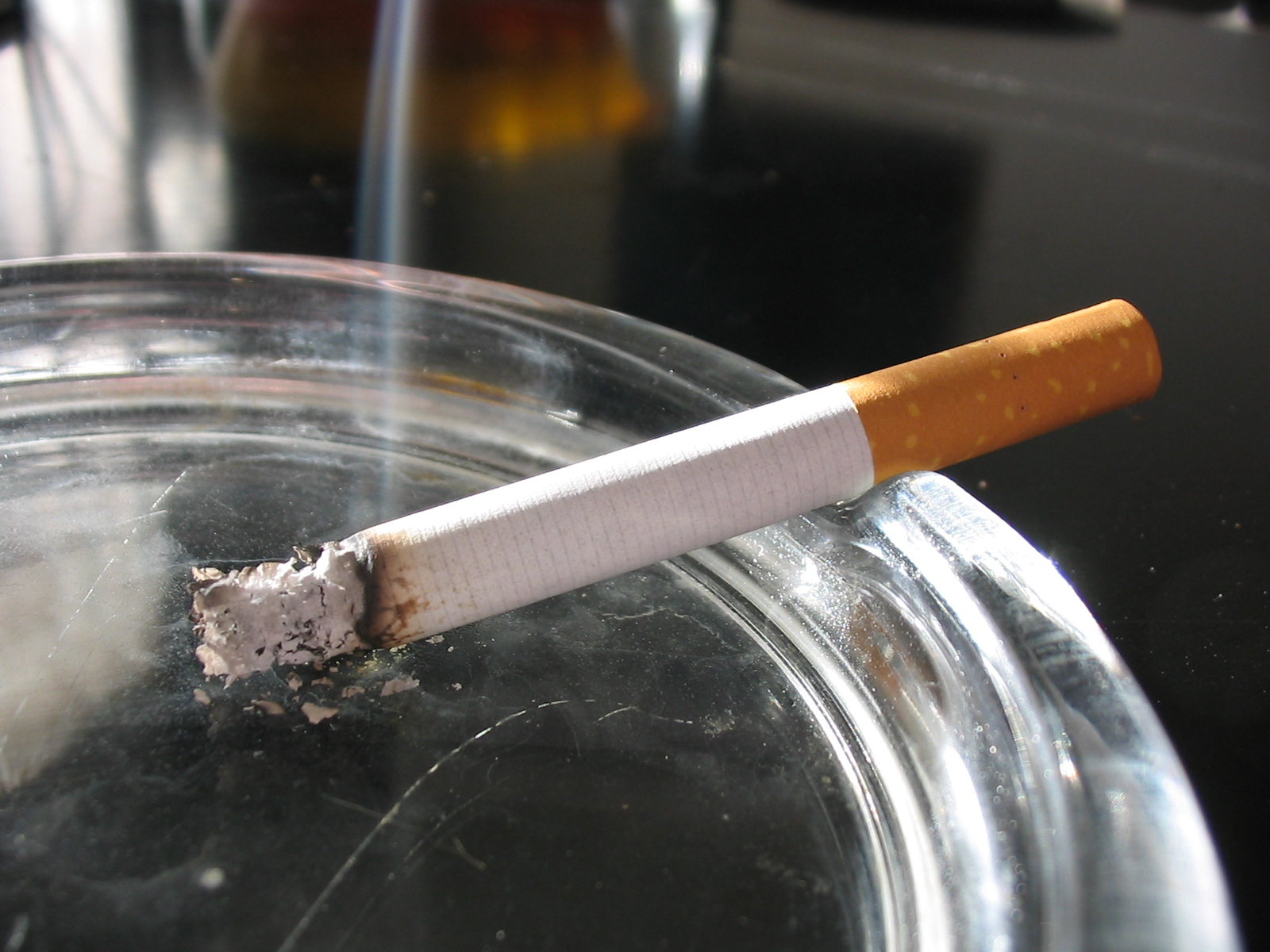
سیگار کشیدن قوی‌ترین عامل خطرساز سرطان لوزالمعده است.

شاخص توده بدنی - اضافه‌وزن و چاقی از عوامل خطرساز مهم اما قابل اصلاح برای سرطان لوزالمعده هستند.

### سبک زندگی
استعمال دخانیات مهم‌ترین و قوی‌ترین عامل خطرسازِ قابل اجتناب برای سرطان لوزالمعده است. یک مرور سیستماتیک بر روی مطالعات انجام شده که در مجموع ۱۳٫۰۰۰ بیمار را در بر می‌گرفت، نشان داد که کشیدن سیگار، خطر ابتلا به سرطان لوزالمعده را تقریباً ۲٫۲ برابر می‌کند. این خطر با تعداد سیگارهای مصرفی و سال‌های مصرف سیگار افزایش می‌یابد. تقریباً ۲۵ تا ۳۰ درصد سرطان‌های لوزالمعده در اثر مصرف سیگار ایجاد می‌شوند. این خطر پس از ترک سیگار به آرامی کاهش می‌یابد و حدود ۲۰ سال طول می‌کشد تا تقریباً به میزان ابتلای افراد غیر سیگاری بازگردد.
اضافه وزن و چاقی از عوامل خطرساز مهم اما قابل اصلاح برای ایجاد سرطان لوزالمعده هستند. اضافه وزن (شاخص توده بدنی ۲۵ تا ۳۰) خطر ابتلا به این بیماری را ۱٫۳ برابر و چاقی (شاخص توده بدنی ۳۰ یا بیشتر) این خطر را ۱٫۷ تا ۲ برابر افزایش می‌دهد. هنوز به‌طور واضح ثابت نشده است که رژیم غذایی خاصی (جدای از مسئلهٔ چاقی) خطر ابتلا به سرطان لوزالمعده را افزایش دهد با این حال شواهد فعلی بیان می‌کنند که دریافت مقادیرِ بیش از حدِ کالری در ایجاد چاقی و دیابت نوع ۲ (که هر دو که از عوامل خطرساز سرطان لوزالمعده هستند) نقش دارد.
برخی عوامل غذایی که مطابق شواهد خطر بروز این سرطان را کمی افزایش می‌دهند، عبارتند از: گوشت‌های فرآوری‌شده (مثل سوسیس و کالباس)، مصرف بیش از حدِ چربی‌ها به ویژه چربی‌های اشباع و گوشت قرمز و همچنین گوشت‌های پخته‌شده در دمای بسیار بالا (همچون سرخ کردن، یا هرگونه کبابی کردن روی آتش یا اجاق خانگی). البته بررسی‌های ضد و نقیضی از تفاوت آماری ابتلا در زنان و مردان و همچنین ارتباط مصرف گوشت قرمز با سرطان موجود است. به‌عنوان مثال، مطالعه‌ای که توسط ژورنال بین‌المللی سرطان در سال ۲۰۱۳ انجام شد، هیچ رابطه آماری معناداری میان مصرف گوشت قرمز و سرطان لوزالمعده پیدا نکرد. علاوه بر آن هیچ ارتباط مستقیمی با افزایش خطر سرطان در جنس مذکر یافت نشد و تنها ارتباط مثبتی بین مصرف گوشت قرمز با افزایش احتمال ابتلا به سرطان لوزالمعده در زنان مشاهده شد؛ آن هم پس از محدود کردن مطالعه به مواردی که حضور سلول‌های سرطانی در بافت لوزالمعده با بررسیِ میکروسکوپی اثبات شده بود.
الکل عاملِ اصلیِ پانکراتیت مزمن بوده که به نوبه خود، یک عامل خطرسازِ مهم برای سرطان لوزالمعده است، اما هنوز ثابت نشده که مصرف الکل «مستقیماً» عامل خطرسازِ سرطان لوزالمعده است. آنچه نتایج علمی تاکنون نشان می‌دهند، آن است که مصرف کم و متوسطِ الکل، خطر ابتلا به سرطان لوزالمعده را مستقیماً افزایش نمی‌دهد. البته شواهد علمی قوی‌تری برای ارتباط سرطان لوزالمعده با نوشیدنِ زیادِ الکل (دست‌کم شش نوشیدنی در روز) وجود دارد. همچنین در افرادی که به‌طور طولانی‌مدت مقادیر زیادی الکل (بیش از ۳۰ تا ۴۰ گرم اتانول خالص در روز) مصرف می‌کنند، خطر ابتلا به سرطان لوزالمعده زیاد است؛ به‌خصوص اگر همراه با مصرف سیگار باشد.

### سابقهٔ خانوادگی
حدود ۵ تا ۱۰ درصد موارد سرطان لوزالمعده یک زمینهٔ ارثی دارد و در خانواده فرد مبتلا، وقوع سرطان لوزالمعده دیده شده است. اگر بیش از یک نفر از بستگان درجه یک مبتلا به این بیماری باشند، خطر بروز به‌شدت افزایش می‌یابد. (برای جزئیات بیشتر، مقالهٔ اصلی را ببینید).

### سندرم‌های ارثی نادر
سرطان لوزالمعده با برخی از سندرم‌های ارثی نادر مرتبط است:
- سندرم پوتز-جگرز به دلیل جهش در ژن سرکوب‌گر تومور STK11. خطر ابتلا به سرطان لوزالمعده در سندرم پوتز-جگرز ۷۶ برابر بیشتر از شرایط عادی و خطر ابتلا به سرطان لوزالمعده در سن ۷۰ سالگی، ۲۶ درصد است.[۹۱][۹۲]
- سندرم خال دیسپلاستیک به‌دلیل جهش در ژن سرکوب‌گر تومور پی۱۶. تخمین زده می‌شود که احتمال ابتلا به ملانوم در سن ۸۰ سالگی، ۶۰ تا ۸۰ درصد و احتمال ابتلا به سرطان لوزالمعده در سن ۷۵ سالگی، تقریباً ۲۰ درصد است.[۹۱]
- آتاکسی-تلانژکتازی یک بیماری نادر ژنتیکی است که طی آن خطر ابتلا به برخی سرطان‌ها از جمله سرطان لوزالمعده افزایش می‌یابد.[۹۳][۹۴]
- جهش‌های ارثی اتوزومال غالب در ژن‌های در BRCA2 و PALB2. نشان داده شده است که خطر نسبی ابتلا به سرطان لوزالمعده در «جهش ۳٫۵۱» این ژن افزایش می‌یابد.[۹۵]
- سرطان غیرپولیپی ارثی روده بزرگ (سندرم لینچ) یک اختلال ژنتیکی مستعدکننده به سرطان است. سندرم لینچ خطر ابتلا به سرطان لوزالمعده را هفت برابر بیشتر می‌کند.[۹۶][۹۷]
- پولیپوز آدنوماتوز خانوادگی یک اختلال ژنتیکی است که فرد را مستعد ابتلا به برخی سرطان‌ها به‌ویژه سرطان روده بزرگ می‌کند. خطر ابتلا به سرطان لوزالمعده در این بیماران ۴٫۵ برابر بیشتر از جمعیت عادی است.[۹۸][۹۹][۱۰۰]

بروز تومور نوراندوکرین لوزالمعده نیز با نئوپلازی متعدد آندوکرین نوع ۱ و بیماری فون هیپل لیندو مرتبط است.

### پانکراتیت
پانکراتیت مزمن یک بیماری التهابی پیشرونده است که خطر ابتلا به سرطان لوزالمعده را ۱۳ برابر افزایش می‌دهد. سرطان پس از یک دوره ۱۰ تا ۲۰ ساله از پانکراتیت مزمن ایجاد می‌شود. پانکراتیت ارثی یک بیماری ژنتیکی است که به‌سبب جهش ژنی به‌ویژه جهش ژن PRSS1 ایجاد و باعث افزایش خطر ابتلا به سرطان لوزالمعده می‌شود. سرطان معمولاً در دهه پنجم زندگی و در ۲۵ تا ۴۰ درصد از بیماران رخ می‌دهد. پانکراتیت استوایی نوعی پانکراتیت مزمن است که عمدتاً در مناطق گرمسیری و با علتی ناشناخته رخ می‌دهد. جهش ژن SPINK1 در ۲۰ تا ۵۰ درصد این بیماران شناسایی شده است. این نوع پانکراتیت با افزایش احتمال بروز سرطان لوزالمعده همراه بوده اما تخمین خطر بروز سرطان لوزالمعده در این بیماران دشوار است.

### دیابت
دیابت یک عامل خطرساز برای سرطان لوزالمعده است و (همان‌طور که در بخش علائم و نشانه‌ها ذکر شد) دیابتِ نوظهور ممکن است نشانهٔ اولیهٔ این سرطان باشد. افرادی که بیش از ۱۰ سال مبتلا به دیابت نوع ۲ بوده باشند، ممکن است در مقایسه با افراد بدون دیابت، ۵۰ درصد بیشتر در معرض خطر این سرطان باشند. برخی مطالعات، از جمله یک متاآنالیز، میزان این خطر را بیشتر دانسته و نشان داده‌اند که دیابت، خطر ابتلا به سرطان لوزالمعده را ۱٫۵ تا ۲ برابر افزایش می‌دهد.

### عوامل محیطی و مواجهه‌های شغلی
بین مصرف کادمیم — چه از طریق کشیدن سیگار یا بودن در معرض جوشکاری و لحیم‌کاری یا خوردن آب و غذای آلوده — و افزایشِ احتمالِ بروز سرطان لوزالمعده ارتباط ضعیفی گزارش شده است.
همچنین افزایش خطر ابتلا به سرطان لوزالمعده در نتیجه مواجهه شغلی با هیدروکربن‌های کلردار، آفت‌کش‌ها (به ویژه حشره‌کش‌های حاوی پلی‌کلر)، فرمالدئید، حلال‌های آلی، هیدروکربن‌های آروماتیک چند حلقه‌ای، ترکیبات کروم و ذرات سیلیس مشاهده شده است. با این حال، سهم این مواد شیمیایی در ایجاد سرطان لوزالمعده نسبتاً کم بوده و تقریباً ۵٪ موارد را تشکیل می‌دهند.

### عفونت‌ها
تا به امروز، هیچ مدرک محکم و مستدلی وجود ندارد که ارتباط مستقیم میان سرطان لوزالمعده با عفونت هلیکوباکتر پیلوری را به‌طور یقینی اثبات کند. با این حال برخی پژوهشگران مشکوک بودند که عفونت هلیکوباکتر پیلوری ممکن است یک عامل خطرساز در ایجاد سرطان لوزالمعده باشد. نتایج مطالعاتی که رابطه بین عفونت هلیکوباکتر پیلوری و سرطان لوزالمعده را ارزیابی می‌کنند، متناقض است. همچنین برخی از داده‌ها، ارتباطی میان این سرطان با میکروبیوم دهان ناشی از بهداشتِ ضعیفِ دندان پیدا کرده‌اند که البته این شواهد علمی بسیار محدود و اندک است.

### سن، جنس وقومیتو گروه خونی
خطر ابتلا به سرطان لوزالمعده با بالا رفتن سن افزایش می‌یابد و بیشتر موارد این سرطان در افراد مسن و پس از ۶۵ سالگی رخ می‌دهد. احتمال بروز بیماری زیر ۵۵–۵۰ سالگی کم است (۱۰٫۴ در هر ۱۰۰٬۰۰۰ نفر) اما به ۷۳٫۵ در هر ۱۰۰٬۰۰۰ نفر در سن ۷۵–۷۹ سالگی افزایش می‌یابد. در واقع ۹۰٪ بیماران بالای ۵۰ سال سن دارند. در ایالات متحده آمریکا، میزان وقوع آن در سیاه‌پوستان آمریکا بیش از ۱٫۵ برابر شایع‌تر است، اگرچه بروز این سرطان در قارهٔ آفریقا کم است.
گروه خونی A با خطر بالاتر ابتلا به سرطان لوزالمعده و گروه خونی O با خطر کمتر سرطان لوزالمعده در مقایسه با سایر گروه‌های خونی همراه است.

## پاتوفیزیولوژی

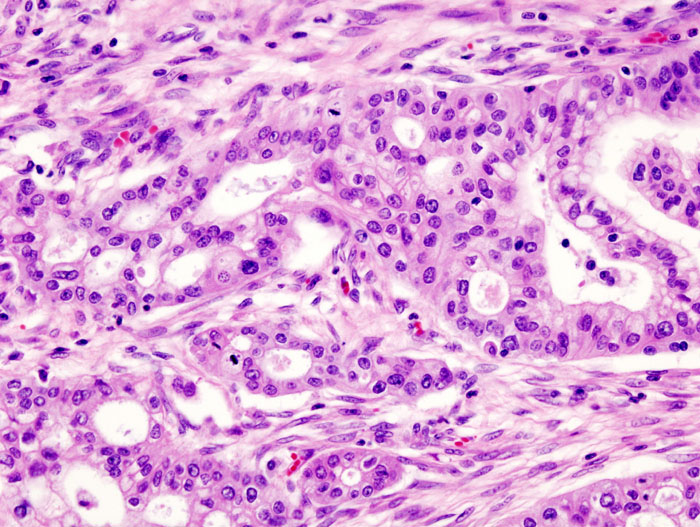
میکروگرافی آدنوکارسینوم مجرای لوزالمعده (شایع‌ترین نوع سرطان لوزالمعده)، با استفاده از رنگ‌آمیزی هماتوکسیلین-ائوزین

### پیش‌سرطان
تصور بر این است که سرطان‌های برون‌ریز از چندین نوع ضایعهٔ پیش‌سرطانی در لوزالمعده ایجاد می‌شود، اما این ضایعات همیشه به سرطان منجر نمی‌شوند. علت افزایش آماری ضایعات پیش‌سرطانی؛ تشخیص زودهنگام آنها در جریان سی‌تی اسکن شکم به دلایل دیگر است و اغلب این ضایعاتِ شناسایی‌شده نیازمند درمان نیستند. به‌جز سیست‌آدنوم‌های سروزی لوزالمعده که تقریباً همیشه خوش‌خیم هستند، تاکنون چند نوع ضایعه پیش سرطانی در لوزالمعده شناسایی شده است:

میکروگرافی لوزالمعده طبیعی، نئوپلازی داخل اپیتلیال لوزالمعده (پیش‌سازهای سرطان لوزالمعده) و سرطان لوزالمعده، رنگ‌آمیزی رنگ‌آمیزی هماتوکسیلین-ائوزین

نخستین مورد، نئوپلازی داخل اپیتلیال لوزالمعده است. این ضایعات ناهنجاری‌های میکروسکوپی در لوزالمعده هستند و اغلب در کالبدشکافی افراد سالم و بدونِ سرطان نیز وجود دارند. این ضایعات ممکن است از درجهٔ پایینِ سرطان به بالا و سپس به تومور پیشرفت کنند. بیش از ۹۰ درصد موارد در همه درجه‌بندی‌ها حامل ژن KRAS معیوب هستند، در حالی که در اکثر سرطان‌های درجه ۲ و ۳، آسیب به سه ژن دیگر CDKN2A، پی۵۳ و SMAD4 نیز دیده می‌شود.

پیشرفت و جهش نئوپلازی داخل اپیتلیال لوزالمعده.

نوع دوم نئوپلاسم پاپیلاری موسینی داخل مجاری است. این نئوپلاسم‌ها، ضایعات ماکروسکوپی هستند که در حدود ۲ درصد از بزرگسالان یافت می‌شوند و این میزان در سن ۷۰ سالگی به حدود ۱۰ درصد افراد افزایش می‌یابد. این ضایعات حدود ۲۵ درصد خطر ابتلا به سرطان مهاجم را دارند و ممکن است دارای جهش‌های ژن KRAS (۴۰–۶۵٪ موارد) و در زیرواحد Gs آلفا و RNF43 باشند که بر مسیر پیام‌رسانی وینت تأثیر می‌گذارد. حتی اگر این ضایعات با جراحی برداشته شوند، همچنان خطر ابتلا به سرطان لوزالمعده به‌طور قابل توجهی وجود دارد زیرا توده‌ها می‌توانند مجدد ایجاد شوند.
نوع سوم، نئوپلاسم کیست موسینی لوزالمعده، عمدتاً در زنان رخ می‌دهد و ممکن است خوش‌خیم باقی بماند یا تبدیل به سرطان شود. اگر این ضایعات بزرگ شوند، علائمی ایجاد کنند یا ویژگی‌های مشکوک به سرطان داشته باشند، معمولاً می‌توان آنها را با موفقیت با جراحی برداشت.
نوع چهارم ضایعهٔ پیش‌سرطانی که در لوزالمعده ایجاد می‌شود، نئوپلاسم توبولوپاپیلاری داخل مجاری است. این نوع در سال ۲۰۱۰ توسط سازمان جهانی بهداشت به رسمیت شناخته شد و حدود ۱ تا ۳ درصد از کل نئوپلاسم‌های لوزالمعده را تشکیل می‌دهد. میانگین سنی در هنگام تشخیص ۶۱ سال (محدوده ۳۵ تا ۷۸ سال) است و حدود ۵۰ درصد از این توده‌ها تهاجمی می‌شوند. تشخیص بستگی به نتایج بافت‌برداری دارد، زیرا افتراق این ضایعات از سایر اشکال نئوپلاسم‌های لوزالمعده به کمک بررسی‌ها بالینی یا رادیولوژیکی بسیار دشوار است.

### سرطان تهاجمی
رویدادهای ژنتیکی یافت‌شده در آدنوکارسینوم مجرای لوزالمعده به خوبی مشخص شده و آزمایش توالی‌یابی کامل اگزوم برای انواع رایج این تومور انجام گرفته است. چهار ژن KRAS (در ۹۵٪ موارد)، پی۱۶ (همچنین در ۹۵٪)، پی۵۳ (۷۵٪) و اس‌ام‌ای‌دی۴ (۹۵٪) هر کدام در اکثر آدنوکارسینوم‌ها دچار جهش شده‌اند و جهش در SMAD4 به صورت ویژه‌ای با پیش‌آگهی ضعیف همراه است. جهش یا حذف مجموعهٔ ژنی SWI/SNF در حدود ۱۰ تا ۱۵ درصد از آدنوکارسینوم‌ها رخ می‌دهد و تغییرات ژنتیکی در چندین نوع دیگر از سرطان لوزالمعده و ضایعات پیش‌سرطانی نیز مورد پژوهش قرار گرفته است. آنالیزهای ترنسکریپتومیکس و تعیین توالی آران‌ای پیام‌رسان برای انواع رایجِ سرطان لوزالمعده نشان داده که ۷۵ درصد از ژن‌های انسانی در تومورها بیان می‌شوند و تنها حدود ۲۰۰ ژن‌ها به‌طور خاص‌تری در سرطان لوزالمعده نسبت به سایر انواع تومور بیان می‌گردند.

### تومورهای نورواندوکرین
ژن‌هایی که اغلب در تومورهای نوراندوکرین (درون‌ریز) لوزالمعده جهش یافته‌اند، با ژن‌های سرطان بخش برون‌ریز لوزالمعده متفاوت هستند. به عنوان مثال، جهش KRAS به‌طور معمول در این تومورها وجود ندارد. در عوض، جهش‌های ارثی ژن MEN1 زمینه‌ساز بروز نئوپلازی متعدد غدد درون‌ریز نوع ۱ می‌شود که در آن تومورهای اولیه در دو یا چند غده درون‌ریز ایجاد می‌گردد. حدود ۴۰ تا ۷۰ درصد از افرادی که با جهش MEN1 به‌دنیا می‌آیند، در نهایت به تومور نوراندوکرین لوزالمعده مبتلا می‌شوند. ژن‌های دیگری که اغلب جهش می‌یابند شامل DAXX, mTOR و ATRX هستند.

## تشخیص

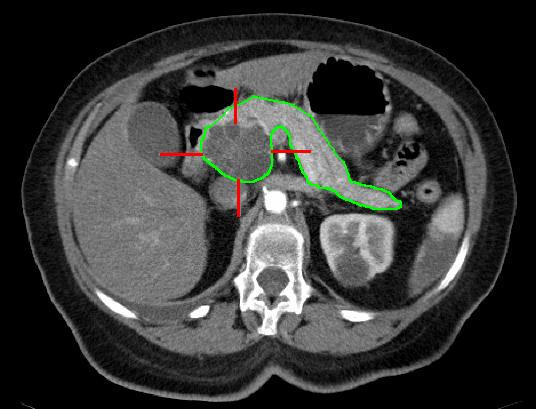
تصویر سی‌تی اسکن محوری با کنتراست وریدی و رنگ‌آمیزی اضافی: خطوط قرمز نشاندهندهٔ محدودهٔ یک آدنوکارسینوم ماکروسیستیک در سرِ لوزالمعده است.

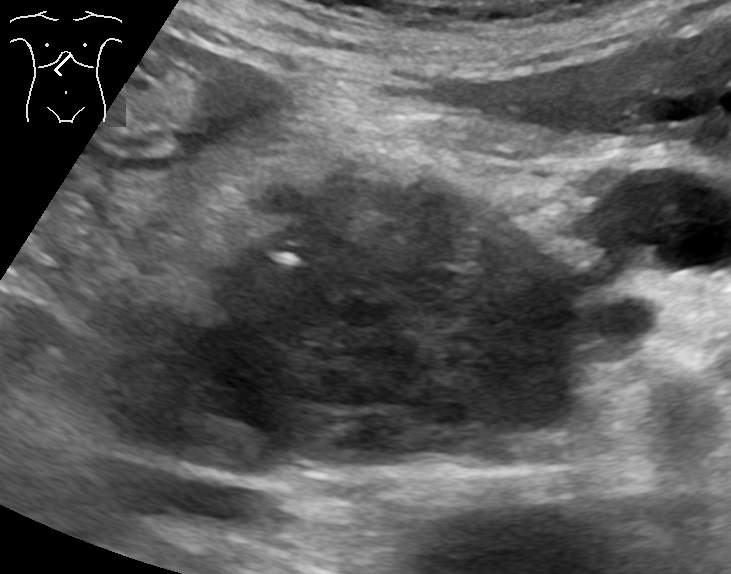
سونوگرافی شکمی سرطان لوزالمعده (احتمالاً آدنوکارسینوم) با مجرای لوزالمعده گشادشده در سمت راست.

علائم آدنوکارسینوم لوزالمعده معمولاً در مراحل اولیه بیماری ظاهر نمی‌شوند و این علائم، اختصاصیِ این سرطان هم نیستند. علائم در هنگام تشخیص بسته به محل سرطان در لوزالمعده متفاوت است که کالبدشناسان آن را (از چپ به راست در اکثر نمودارها) به سر ضخیم، گردن و تنهٔ مخروطی تقسیم می‌کنند که به دُم آن ختم می‌شود. علائم بیماری عمدتاً ناشی از نفوذ سرطان به ساختارهای مجاور است، بنابراین علائم نسبتاً دیر ظاهر می‌شوند. در زمان تشخیص بیماری، اندازهٔ بیشتر تومورهای سر لوزالمعده مابین ۱٫۵ تا ۵ سانتی‌متر و اندازه متوسط معمول آنها، ۲٫۵ تا ۳٫۵ سانتی‌متر است. سرطان‌های تنه و دُم در زمان تشخیص معمولاً بزرگ‌تر از سرطان‌هایی سر لوزالمعده هستند که زودتر از سرطان‌های تنه و دم، علائم آزاردهنده‌ای همچون زردی انسدادی ایجاد می‌کنند.
صرف نظر از مکان تومور، شایع‌ترین بیماری، علامت کاهش وزن غیرقابل توضیح و ناخواسته است که ممکن است شدید باشد. تعداد کمتر اما قابل توجهی (بین ۳۵ تا ۴۷ درصد) از افراد مبتلا به این بیماری تهوع، استفراغ یا احساس ضعف هم دارند. تومورهای سرِ لوزالمعده معمولاً باعث زردی، درد، بی اشتهایی، ادرار تیره و مدفوع روشن و تومورهای تنه و دم لوزالمعده نیز معمولاً باعث شکم‌درد می‌شوند.
گاهی این افراد مبتلا به دیابت نوظهور و نامعمولِ نوع ۲ هستند که کنترل آن دشوار است، یا سابقه التهاب عروق خونی نوظهور و غیرقابل توضیح ناشی از لخته شدن خون (ترومبوفلبیت)، معروف به نشانه تروسو، یا سابقه ابتلا قبلی به پانکراتیت دارند. زمانی که دیابت نوظهور در افراد بالای ۵۰ سال با علائم معمولی مانند کاهش وزن غیرقابل توضیح، درد مداوم شکم یا کمر، سوء هاضمه، استفراغ یا مدفوع چرب همراه باشد، پزشک ممکن است به حضورِ سرطان لوزالمعده مشکوک شود. زردی همراه با تورم بدون درد کیسه صفرا (معروف به نشانه کوروازیه) که در کمتر از ۲۵٪ بیماران دیده می‌شود، نیز ممکن است به ایجاد شک به سرطان لوزالمعده و تمایز سرطان لوزالمعده از سنگ کیسه صفرا کمک کند.

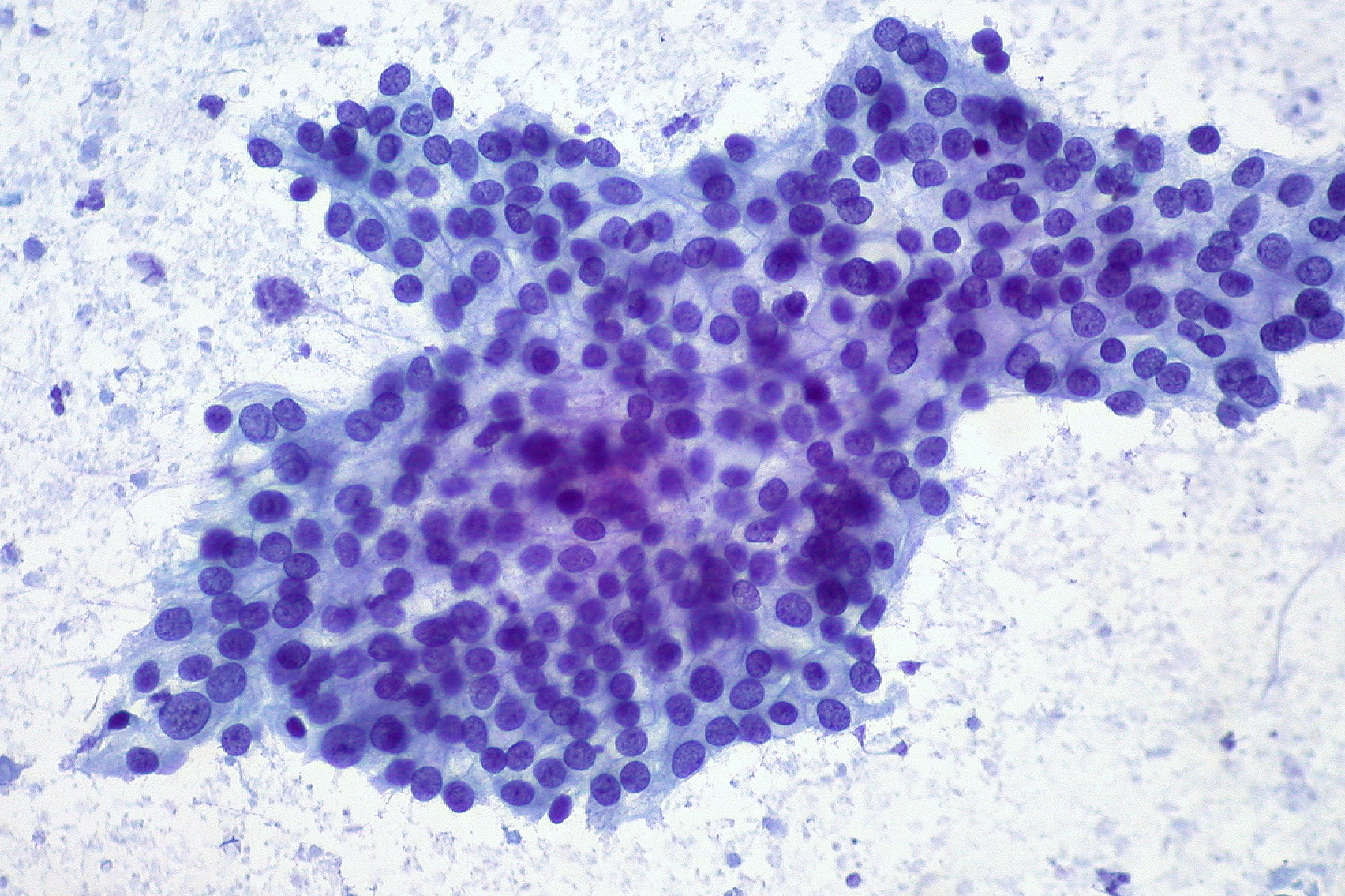
بافت‌برداری آسپیراسیون با سوزن ظریف از یک آدنوکارسینوم لوزالمعده که به‌خوبی تمایز یافته است، که صفحه‌ای صاف با طرح لانه‌زنبوری برجسته نشان می‌دهد. بی‌نظمی سلولی، همپوشانی هسته‌ای و عدم وجود فاصله یکنواخت میان هسته‌ها، سرنخی است که این نمونهٔ بافتی، آدنوکارسینوم است (و نه اپیتلیوم طبیعی مجرای لوزالمعده).

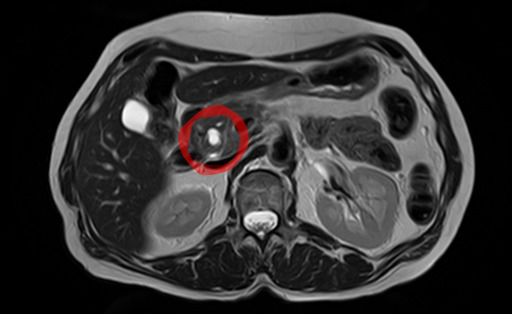
نمایی از نئوپلاسم پاپیلاری موسینی داخل مجاری در یک عکس ام‌آرآی

هنگامی که شک به وجود سرطان در لوزالمعده وجود دارد، سی‌تی‌اسکن سه‌فازی لوزالمعده بهترین روش تصویربرداری اولیه برای تشخیص و مرحله‌بندی سرطان است که حساسیتی در حدود ۹۷–۹۰٪ برای آدنوکارسینوم داخل مجاری و ۷۵–۶۵٪ برای تومورهای کوچک‌تر از ۲ سانتی‌متر دارد؛ اما برای تشخیص متاستازهای غدد لنفاوی حساس نیست. برای تشخیص ضایعات کوچک لوزالمعده، سونوگرافی آندوسکوپیک بهتر از سی‌تی‌اسکن و ام‌آرآی است؛ همچنین هنگامی که ظن قوی به سرطان وجود دارد اما روش‌های تصویربرداری دیگر چیزی را نشان نداده، این نوع سونوگرافی توصیه می‌شود.

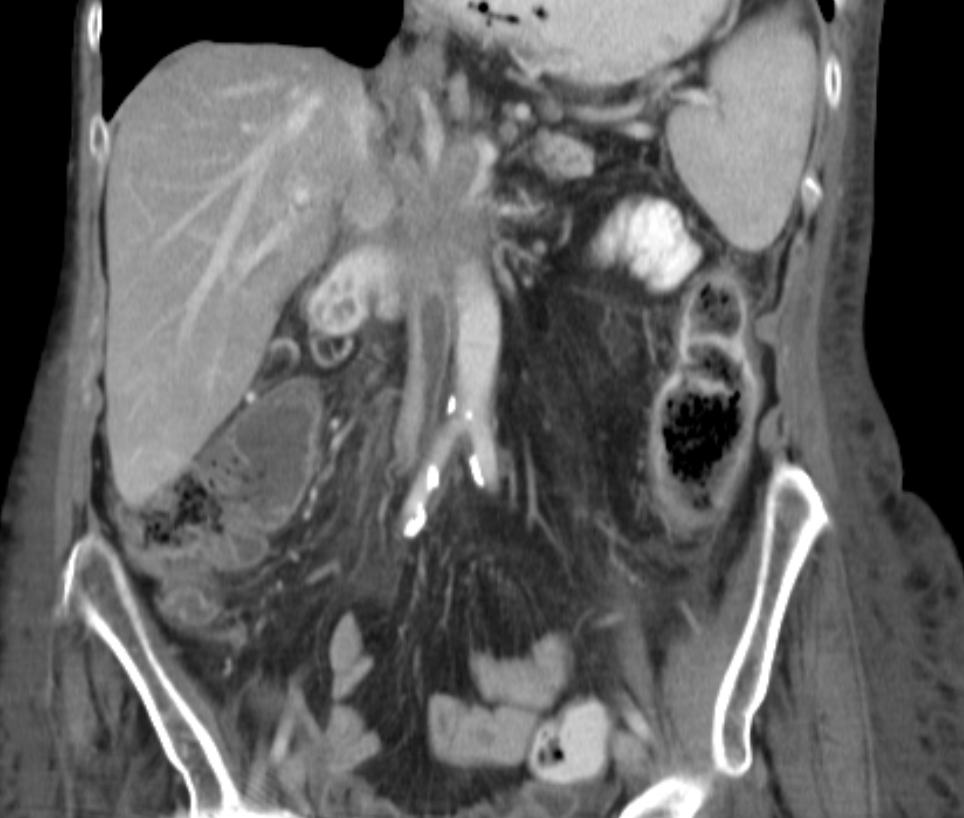
در این تصویرِ سی‌تی اسکن، می‌توان فشردگی و انسداد ورید اجوف تحتانی را به دلیل فشار وارده از تومور لوزالمعده مشاهده کرد.

در مواقعی که تشخیص قطعی نیست، از بافت‌برداری آسپیراسیون با سوزن ظریف (که برای هدایت آن اغلب از سونوگرافی آندوسکوپی بهره می‌برند) استفاده می‌شود؛ اما تشخیص بافت‌شناسی معمولاً برای برداشتن تومور با عمل جراحی لازم نیست. و تنها پیش از شروع شیمی‌درمانیِ نئو-اَدجوانت یا درمان سیستمیک در سرطان‌هایِ غیرقابل جراحی ضرورت می‌یابد.
نتایج حاصل از آزمون عملکرد کبد می‌تواند نشان‌دهنده انسداد مجرای صفراوی (افزایش بیلی‌روبین کونژوگه، گاما گلوتامیل ترانس پپتیداز و آلکالین فسفاتاز) باشد. سی‌ای۱۹-۹ (آنتی‌ژن کربوهیدرات ۱۹٫۹) یک نشانگر تومور است که اغلب در سرطان لوزالمعده افزایش می‌یابد. با این حال، به این دلیل که ۱۰–۵٪ از افراد فاقد آنتی‌ژن لوئیس (a) هستند و نمی‌توانند این آنتی‌ژن را تولید کنند که برای سنجش سی‌ای۱۹–۹ لازم است، حساسیت و ویژگی ندارد. سی‌ای۱۹-۹ حساسیت ۸۰ درصدی و ویژگی ۷۳ درصدی در تشخیص آدنوکارسینوم لوزالمعده دارد و بیشتر برای پیگیری موارد شناخته شده استفاده می‌شود؛ تا تشخیص بیماری.

### آسیب‌شناسی بافتی
شایع‌ترین شکل سرطان لوزالمعده (آدنوکارسینوم) در زیر میکروسکوپ به صورت سلول‌های غده‌ای تمایز نیافته یا نسبتاً تمایزیافته مشخص می‌شود. معمولاً دسموپلازی قابل‌توجه، یا تشکیل یک استرومای فیبروز متراکم، یا بافت ساختاری متشکل از طیفی از انواع سلول‌ها (شامل میوفیبروبلاست‌ها، ماکروفاژها، لنفوسیت‌ها و ماست‌سل‌ها) و مواد ته‌نشین شده (مانند کلاژن نوع ۱ و هیالورونیک اسید) هم وجود دارد. این وضعیت یک ریزمحیط تومور ایجاد می‌کند که دارای کمبود رگ‌های خونی (هیپوواسکولار) و در نتیجه کمبود اکسیژن (هیپوکسی تومور) است. اعتقاد بر آن است که این امر از رسیدن بسیاری از داروهای شیمی‌درمانی به تومور جلوگیری می‌کند و یکی از دلایلی است که درمان سرطان لوزالمعده را به‌طور اخص سخت‌تر می‌کند.
| نوع سرطان                                             | میزان بروز نسبی | یافته‌های میکروسکوپی                                                 | ریزنگار             | نشانگرهای ایمونوهیستوشیمی                                                      | ژن‌های درگیر                           |
| ----------------------------------------------------- | --------------- | ------------------------------------------------------------------- | ------------------- | ------------------------------------------------------------------------------ | ------------------------------------- |
| آدنوکارسینوم مجرای لوزالمعده (PDAC)                   | ۹۰٪             | غدد و دسموپلازی                                                     |                     | - پی۵۳ ناهنجار - نقص پروتئین SMAD4 - موسین نوع کوتاه اس ۱ - مزوتلین - سی‌ای۱۹-۹ | - پی۵۳ - SMAD4 - KRAS - پی۱۶          |
| کارسینوم سلول آسینار لوزالمعده (ACC)                  | ۱٪ تا ۲٪        | نمای دانه‌دانه و سنباده‌مانند                                         |                     | - تریپسین - کیموتریپسین - لیپاز                                                | - پی۵۳ - SMAD4 - APC - ARID1A - GNAS  |
| تومور توپُر پاپیلاری کاذب                              |                 | لانه‌های سلولی نامنسجم تومور که توسط نوارهای فیبری نازک احاطه شده‌اند | بزرگ‌نمایی زیاد و کم | - بتا-کاتنین (بیان نابجای هسته‌ای) - کاتنین پی۱۲۰ (رنگِ سیتوپلاسمی)              | - جهش نقطه‌ای در اگزون ۳ ژن بتا-کاتنین |
| کارسینوم آدنواسکوآموس                                 | ۱٪ تا ۴٪        | ترکیبی از سلول‌های غده‌مانند و سلول‌های بافت پوششی سنگفرشی             |                     | حضورِ: - CK5/6 - کراتین ۷ - p63 فقدانِ: - کراتین ۲۰ - پی۱۶ - پی۵۳                | - KRAS - پی۵۳                         |
| تومور نوراندوکرین لوزالمعده                           | ۵٪              | لانه‌های متعدد سلولی تومور                                           | گاسترینوما          | - کروموگرانین - سیناپتوفیزین                                                   | - MEN1 - DAXX/ATRX                    |
| ضایعه پیش‌سرطانی جهت مقایسه:                           |                 |                                                                     |                     |                                                                                |                                       |
| پیش‌سرطانی: نئوپلاسم پاپیلاری موسینی داخل مجاری (IPMN) | ۳٪              | سلول‌های اپیتلیایی موسینی. رشد درون مجاری لوزالمعده.                 |                     | - موسین ۵ای‌سی                                                                  | - KRAS - GNAS                         |

## مرحله‌بندی

### سرطان سلول‌های برون‌ریز
مرحله‌بندی سرطان لوزالمعده معمولاً پس از سی‌تی اسکن انجام می‌شود. پرکاربردترین سیستم مرحله‌بندی برای سرطان لوزالمعده، سیستمی است که توسط کمیته مشترک سرطان آمریکا (AJCC) با همکاری اتحادیه بین‌المللی کنترل سرطان (UICC) تهیه و تنظیم شده است. سیستم مرحله‌بندی AJCC-UICC چهار مرحله کلی را مشخص می‌کند که از بیماری اولیه تا پیشرفته را شامل می‌شود و بر پایهٔ طبقه‌بندی تی‌ان‌ام یعنی اندازه تومور (T)، گسترش به غدد لنفاوی (N) و متاستاز (M) استوار است.
| مرحله | توضیح |
| ----- | --- |
| Tx    | تومور اولیه قابل ارزیابی نیست. |
| T0    | شواهدی از نئوپلاسم (تومور) وجود ندارد. |
| Tis   | تومور درجا |
| T1    | تومور محدود به لوزالمعده و بزرگ‌ترین قطر آن، مساوی یا کمتر از ۲ سانتی‌متر است.                                                                                |
| T1a   | (1a) تومور محدود به لوزالمعده و بزرگ‌ترین قطر آن، مساوی یا کمتر از ۰٫۵ سانتی‌متر است.                                                                         |
| T1b   | (1b) تومور محدود به لوزالمعده و بزرگ‌ترین قطر آن، بیشتر از ۰٫۵ سانتی‌متر اما مساوی یا کمتر از ۱ سانتی‌متر است.                                                 |
| T1c   | (1c) تومور محدود به لوزالمعده و بزرگ‌ترین قطر آن، بیشتر از ۱ سانتی‌متر اما مساوی یا کمتر از ۲ سانتی‌متر است.                                                   |
| T2    | تومور محدود به لوزالمعده و بزرگ‌ترین قطر آن، بیشتر از ۲ سانتی‌متر اما مساوی یا کمتر از ۴ سانتی‌متر است.                                                        |
| T3    | توموری که بزرگ‌ترین قطر آن، بیشتر از ۴ سانتی‌متر است و فراتر از لوزالمعده گسترش می‌یابد، اما هنوز تنه شریان سلیاک یا شریان مزانتریک فوقانی را درگیر نکرده است. |
| T4    | تومور فراتر از لوزالمعده گسترش یافته و به تنهٔ سلیاک یا شریان مزانتریک فوقانی نفوذ کرده است (تومور اولیهٔ غیرقابلِ برداشت است).                                |
|       | |
| Nx    | غدد لنفاوی اطراف را نمی‌توان ارزیابی کرد. |
| N0    | هیچ متاستازی در غدد لنفاوی اطراف وجود ندارد. |
| N1    | تومور به غدد لنفاوی پیرامون خود متاستاز داده است. |
|       | |
| Mx    | وجود متاستازهای دوردست را نمی‌توان تعیین کرد. |
| M0    | متاستاز دوردست وجود ندارد. |
| M1    | متاستازهای دور وجود دارد. |

| مرحله      | نوعِ درگیریِ TNM   |
| ---------- | ---------------- |
| مرحله صفر: | M0 - N0 - Tis    |
| مرحله ۱A:  | M0 - N0 - T1     |
| مرحله ۱B:  | M0 - N0 - T2     |
| مرحله ۲A:  | M0 - N0 - T3     |
| مرحله ۲B:  | هر M0 - N1 - T   |
| مرحله ۳:   | هر M0 - N2 - T   |
| مرحله ۴:   | هر T - هر M1 - N |

«انجمن لوزالمعده ژاپن» نیز طبقه‌بندی خود را پیشنهاد کرده است که به قرار زیر است:
| مرحله | توضیح                                                                                   |
| ----- | --------------------------------------------------------------------------------------- |
| T1    | از ۰ تا ۲ سانتی‌متر                                                                      |
| T2    | از ۲ تا ۴ سانتی‌متر                                                                      |
| T3    | از ۴ تا ۶ سانتی‌متر                                                                      |
| T4    | بیش از ۶ سانتی‌متر                                                                       |
|       |                                                                                         |
| N0    | هیچ‌کدام از غدد لنفاوی درگیر نشده است.                                                   |
| N1    | غدد لنفاوی سطح اول لوزالمعده درگیر شده‌اند.                                              |
| N2    | درگیری غدد لنفاوی سطح دوم لوزالمعده (شریان کبدی خاص، تنهٔ سلیاک و شریان مزانتریک فوقانی) |
|       |                                                                                         |
| M0    | عدم وجود متاستازهای دور                                                                 |
| M1    | وجود متاستازهای دوردست                                                                  |

در طبقه‌بندی «انجمن لوزالمعده ژاپن»، در صورت لزوم، گاهی پارامترهای زیر را به طبقه‌بندی اضافه می‌کنند:
- S (تهاجم به کپسول لوزالمعده)
- Rp (تهاجم به خلف صفاق)
- V (تهاجم عروقی)

که می‌توان امتیازهای عددی مقابل را به آن نسبت داد: صفر: در صورت عدم وجود، ۱: در صورت حضور مشکوک، ۲: در صورت قطعی بودن، ۳: در صورت شدید و گسترده بودن
به‌منظور کمک به تصمیم‌گیری در مورد انتخاب درمان مناسب، تومورها نیز بر اساس امکان برداشتن‌شان با جراحی، به سه گروه کلی تقسیم و به صورت تومورهای «قابل برداشتن»، «قابل برداشت مرزی» یا «غیرقابل برداشت» ارزیابی می‌شوند. هنگامی که سرطان هنوز در مراحل اولیه است (مراحل ۱ و ۲ از سیستم AJCC-UICC)، بدون آنکه به رگ‌های خونی بزرگ یا اندام‌های دوردست مانند کبد یا ریه‌ها گسترش یافته باشد، معمولاً می‌توان تومور را با جراحی برداشت؛ تنها در این صورت که بیمار به یک‌چنین جراحی سنگین و بزرگی تمایل و آمادگی جسمانی و عملکردی آن را داشته باشد.
سیستم مرحله‌بندی AJCC-UICC امکان تمایز بین تومورهای مرحله ۳ را که در گروه «قابل برداشت مرزی» هستند (که جراحی آنها از نظر فنی امکان‌پذیر است، زیرا محور شریان‌های سلیاک و شریان مزانتریک فوقانی هنوز درگیر نشده‌اند) با تومورهایی که «غیرقابل برداشت» هستند (به دلیل گسترش موضعی سرطان) فراهم می‌آورد. از نظر طبقه‌بندی دقیق‌تر تی‌ان‌ام، این دو گروه به ترتیب با T3 و T4 مطابقت دارند.

مرحله‌بندی سرطان لوزالمعده (طبقه‌بندی تی‌ان‌ام)
مرحلهٔ T1 سرطان لوزالمعده
مرحلهٔ T2 سرطان لوزالمعده
مرحلهٔ T3 سرطان لوزالمعده
مرحلهٔ T4 سرطان لوزالمعده
سرطان لوزالمعده در گره‌های لنفاوی مجاور – مرحلهٔ N1

سرطان لوزالمعده متاستاز داده است – مرحلهٔ M1

آدنوکارسینوم‌های پیشرفته موضعی زمان رخ می‌دهد که سرطان به اندام‌های مجاور (در موارد فوق به ترتیب و به‌طور تقریبی، از چپ به راست احتمال رخداد آن کاهش می‌یابد) نظیر دوازدهه، معده، کولون عرضی، طحال، غده فوق کلیوی یا کلیه سرایت کرده باشد. اغلب آنها به عروق مهم خونی یا لنفاوی و اعصاب مجاور لوزالمعده نیز سرایت می‌کنند و عمل جراحی را بسیار دشوارتر می‌سازند. مکان‌های رایج برای گسترش متاستازی (مرحله چهارم بیماری) کبد، حفرهٔ صفاقی و ریه‌ها هستند که همگی در ۵۰ درصد یا بیشتر موارد کاملاً پیشرفته سرطان لوزالمعده درگیر می‌شوند.

#### تومورهای نوراندوکرین
طبقه‌بندی سازمان جهانی بهداشت در سال ۲۰۱۰ برای تومورهای دستگاه گوارش، تمام تومورهای نوراندوکرین را بر اساس درجه تمایز سلولی آنها (از «NET G1» تا «NET G3» با تمایز سلولی اندک) به سه دسته طبقه‌بندی می‌کند. شبکه جامع ملی سرطان ایالات متحده آمریکا نیز استفاده از سیستم مرحله‌بندی AJCC-UICC (مشابه آدنوکارسینوم لوزالمعده) را برای این تومورها توصیه می‌کند.: ۵۲  با استفاده از این مرحله‌بندی، پیش‌آگهی مرحله به مرحله تومورهای نوراندوکرین با سرطان سلول‌های برون‌ریز متفاوت است. همچنین یک سیستم طبقه‌بندی تی‌ان‌ام متفاوت برای تومورهای نوراندوکرین توسط «انجمن تومور نورواندوکرین اروپا» پیشنهاد شده است.

## پیشگیری و غربالگری

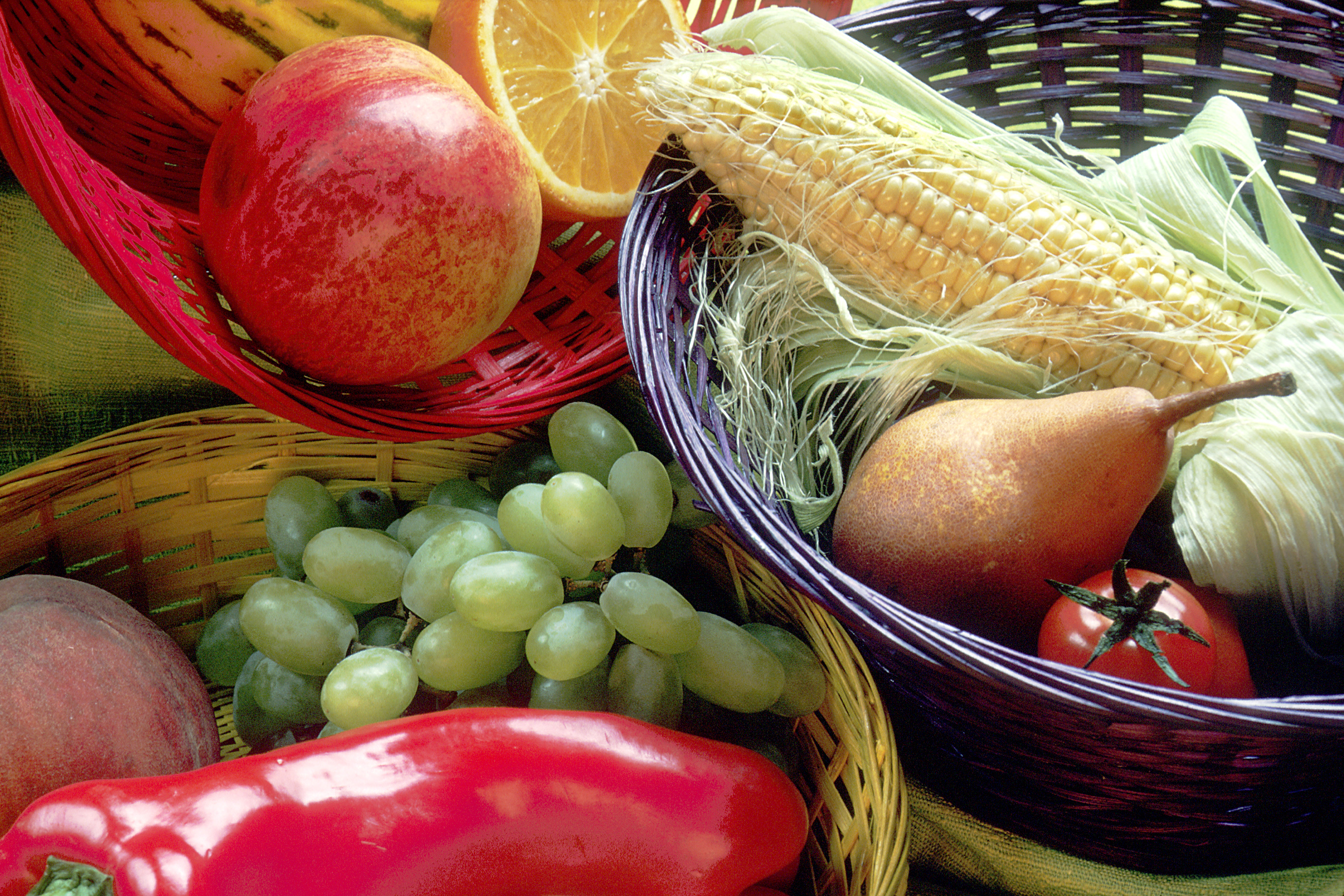
سبزیجات، میوه‌ها و مواد غذایی غنی از فیبر خوراکی اثر محافظتی در برابر سرطان لوزالمعده دارند.

انجمن سرطان آمریکا علاوه بر سیگار نکشیدن، حفظ وزن بدن در محدوده طبیعی و افزایش مصرف میوه‌ها، سبزیجات و غلات کامل و در عین حال کاهش مصرف گوشت قرمز و گوشت‌های فرآوری‌شده (مثل سوسیس و کالباس) را توصیه می‌کند، اگرچه هنوز شواهد متداومی وجود ندارد که نشان دهد این کار به‌طور خاص از بروز سرطان لوزالمعده پیشگیری می‌کند یا میزان آن را کاهش می‌دهد. یک مقاله مروری در سال ۲۰۱۴ از پژوهش‌های پیشین به این نتیجه رسید که شواهدی وجود دارد که مصرف مرکبات و کورکومین خطر ابتلا به سرطان لوزالمعده را کاهش می‌دهد و همچنین مصرف غلات کامل، اسید فولیک، سلنیم و ماهی‌های سرخ‌نشده هم اثرات مفیدی در این زمینه دارند. ورزش یا فعالیت بدنی متوسط نیز خطر ابتلا به سرطان لوزالمعده را کاهش می‌دهد. که این سودمندی، احتمالاً در نتیجه کاهش مقاومت به انسولین با فعالیت بدنی پدیدی می‌آید.
برخی پژوهش‌ها نشان داده‌اند که مصرف سبزیجات و میوه‌ها و همچنین فیبرهای غذایی اثر محافظتی در برابر ابتلا به سرطان لوزالمعده دارند.
یک فراتحلیل در سال ۲۰۱۹ نشان داد که مصرف آسپرین ممکن است بروز سرطان لوزالمعده را کاهش دهد، اما هیچ ارتباط معنی‌داری با مرگ‌ومیر سرطان لوزالمعده یافت نشد.
پژوهش‌های متعددی نشان داده‌اند که مصرف متفورمین (داروی خط اول توصیه‌شده در درمان دیابت نوع ۲) خطر ابتلا به سرطان لوزالمعده را در بیماران دیابتی کاهش می‌دهد. یک مطالعه هم‌گروهی گذشته‌نگر روی تقریباً ۶۳٬۰۰۰ بیمار نشان داد که متفورمین در مقایسه با درمان با انسولین یا سایر داروهای ضد دیابت، به‌ویژه مشتقات سولفونیل‌اوره، به‌طور قابل‌توجهی خطر ابتلا به سرطان لوزالمعده را کاهش می‌دهد؛ مطالعات دیگر نیز این یافته را تأیید کرده‌اند. برخلاف متفورمین، مشتقات سولفونیل‌اوره احتمالاً خطر ابتلا به سرطان لوزالمعده را افزایش می‌دهند.
تکنیک‌های جدیدتر و غربالگری گروه‌های هدفمند در حال بررسی و ارزیابی هستند. کارگروه خدمات پیشگیرانه در ایالات متحده، غربالگری گروه‌های بزرگ مردم در جمعیت عمومی را کارساز و سودمند نمی‌داند و بر این باورند که حتی ممکن است در مواقعی مضر هم باشد (مطابق آنچه تا سال ۲۰۱۹ منتشر شده)؛ با این وجود، غربالگری منظم با سونوگرافی آندوسکوپی و تصویربرداری ام‌آرآی/سی‌تی‌اسکن برای افرادی که در معرض خطر بالای سرطان لوزالمعده ارثی هستند، توصیه می‌شود.
متأسفانه، هیچ آزمایش غربالگری خاص و مؤثری تا به هنگام برای تشخیص زودهنگام سرطان لوزالمعده وجود ندارد. در صورت وجود سابقهٔ خانوادگی سرطان لوزالمعده یا وجود برخی از سندرم‌های نادر و تعیین‌شده ژنتیکی که فرد را مستعدِ ابتلا به سرطان لوزالمعده می‌کند، از آزمایش‌های غربالگری با استفاده از تست‌های تصویربرداری استفاده می‌شود.
بیماران زیر واجد شرایط آزمایش‌هایی غربالگری هستند:
- افرادی که دست‌کم ۲ نفر از بستگان‌شان مبتلا به سرطان لوزالمعده و یکی از آنها خویشاوند درجه یک بوده است.
- کسانی که حامل جهش‌هایی در ژن‌های p16 یا BRCA2 یا PALB2 هستند و دست‌کم ۱ خویشاوند درجه اول‌شان مبتلا به سرطان لوزالمعده بوده است.
- مبتلایان به سندرم پوتز-جگرز.
- مبتلایان به سندرم لینچ در صورتی که دست‌کم ۱ خویشاوند درجه اول آنها مبتلا به سرطان لوزالمعده بوده است.
- مبتلایان به پانکراتیت ارثی.

## مدیریت درمان

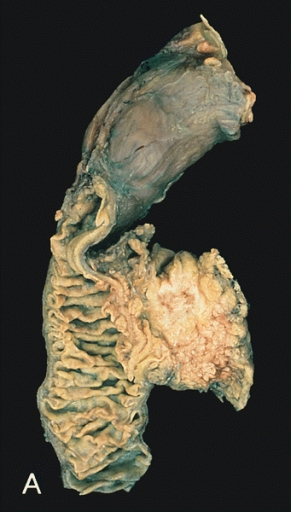
تومور جراحی‌شدهٔ لوزالمعده که دوازدههٔ متصل به آن هم خارج شده است.

### سرطان‌های بخش برون‌ریز

#### جراحی
جراحی با هدف درمان قطعی فقط در حدود یک پنجم (۲۰٪) موارد تازه تشخیص‌داده‌شده امکان‌پذیر است. اگرچه سی‌تی اسکن جهت تصمیم‌گیری برای جراحی کمک‌کننده است، اما در عمل، تشخیص اینکه آیا تومور را می‌توان به‌طور کامل برداشت («قابلیت برداشتن» آن) دشوار بوده و ممکن است تنها در طی عمل جراحی مشخص شود که حذف موفقیت‌آمیز تومور بدون آسیب رساندن به سایر بافت‌های حیاتی امکان‌پذیر نیست. اینکه برداشتن تومور با جراحی شدنی است یا خیر به عوامل مختلفی بستگی دارد، از جمله میزان دقیق مجاورت آناتومیکی موضعی تومور، یا درگیری عروق خونی وریدی یا شریانی و همچنین مهارت جراح و در نظر گرفتن دقیق میزان و چگونگی بهبودی پس از عمل و دوران نقاهت. سنِ فرد به‌خودی خود، دلیلی برای جراحی نکردن نیست، اما وضعیت کلی عملکرد بیمار باید برای یک چنین جراحی سنگینی مناسب باشد.
برای سرطان‌هایی که سر لوزالمعده را درگیر می‌کنند، روش جراحی ویپل رایج‌ترین رویکرد روش جراحی با هدف درمان قطعی است. جراحی ویپل یک عمل جراحی سنگین و دشوار بوده که شامل برداشتن سر لوزالمعده و منحنی دوازدهه با هم («پانکراتو-دئودنکتومی»)، ایجاد یک میان‌بُر (بای‌پَس) برای عبور غذا از معده به ژژونوم («گاسترو-ژژونوستومی») و اتصال یک حلقه از ژژونوم به مجرای صفراوی برای تخلیه صفرا («کُـله‌سیستو-ژژنوستومی») است. این جراحی سنگین را تنها در صورتی می‌توان انجام داد که فرد بتواند چنین جراحی بزرگی را تحمل و زنده از آن بیرون آید و سرطانش نیز بدون تهاجم به احشای موضعی یا متاستاز موضعی باشد؛ بنابراین، فقط در موارد اندکی قابل انجام است. سرطان‌های دم لوزالمعده را می‌توان با استفاده از روشی به نام «پانکراتکتومی دیستال» برداشت، که اغلب با برداشتن طحال همراه است. امروزه اغلب می‌توان این کار را با استفاده از روش‌های کم تهاجمی لاپاروسکوپی انجام داد. اگرچه جراحی به قصد درمان قطعی، دیگر با نرخ بسیار بالای مرگ‌ومیر که تا دهه ۱۹۸۰ رایج بود همراه نیست، اما بخش زیادی از افراد (حدود ۳۰ تا ۴۵٪) همچنان می‌بایست برای عوارض پس از جراحی (که توسط خود سرطان ایجاد نمی‌شود)، درمان شوند. شایع‌ترین عارضه این جراحی، اِشکال در تخلیه معده است.

#### شیمی‌درمانی

ساختار شیمیایی داروی جمسیتابین.

یک تا دو ماه پس از جراحی، شیمی‌درمانی کمکی (اَدجوانت) با جمسیتابین و فلوروراسیل در صورتی که فرد وضعیت عملکردی مناسبی داشته باشد، قابل انجام است. در افرادی که توانایی تحمل جراحی‌های سنگین درمانی را ندارند، ممکن است از شیمی‌درمانی برای افزایش طول عمر یا بهبود کیفیت زندگی استفاده شود. گاهی پیش از جراحی، شیمی‌درمانی نئو-ادجوانت یا پرتوشیمی‌درمانی در تومورهایی که «قابل برداشت مرزی» هستند، در نظر گرفته می‌شود (به مرحله‌بندی مراجعه کنید) تا اندازه تومور را به حدی برسد که انجام جراحی مقدور یا مفید باشد. در سایر موارد، انجام درمان نئو-ادجوانت مورد اختلاف‌نظر است، زیرا جراحی را به تأخیر می‌اندازد.
سازمان غذا و داروی ایالات متحده آمریکا (FDA) به‌دنبال اثبات بهبود کیفیت زندگی و افزایش ۵ هفته‌ای در میانگین مدت بقا در مبتلایان به سرطان لوزالمعده پیشرفته در یک کارآزمایی بالینی که جمسیتابین مصرف کرده بودند، این دارو را در سال ۱۹۹۷ تأیید کرد. جمسیتابین نخستین داروی شیمی‌درمانی بود که توسط سازمان غذا و داروی آمریکا بر پایهٔ کارآزمایی بالینی‌ای تأیید شد که هدف نهایی‌اش بهبود کیفیت زندگی (و نه بقای بیمار) بود. با این حال، امروزه مشخص شده است که ترکیب جمسیتابین با ارلوتینیب، نرخ بقای مبتلایان را به میزان متوسطی افزایش می‌دهد، و در نتیجه سازمان غذا و دارو در سال ۲۰۰۵ ارلوتینیب را جهت استفاده در سرطان لوزالمعده مورد پذیرش قرار داد.
رژیم شیمی‌درمانی فولفیرناکس با استفاده از چهار دارو، موثرتر از جمسیتابین به تنهایی اما با عوارض جانبی قابل توجهی نسبت به جمسیتابین همراه بوده بنابراین فقط در افرادی قابل انجام است که «وضعیت عملکردی» مناسبی دارند. این مسئله همچنین در مورد پاکلیتاکسل متصل به پروتئین، هم صادق است که سازمان غذا و دارو در سال ۲۰۱۳ به آن برای استفاده با جمسیتابین در سرطان لوزالمعده مجوز داد.

#### پرتودرمانی
نقش پرتودرمانی به عنوان یک درمان کمکی پس از جراحی (اَدجوانت) از دهه ۱۹۸۰ مورد بحث بوده است. در اوایل دهه ۲۰۰۰، «کارگروه مطالعاتی اروپا برای پژوهش‌های سرطان لوزالمعده» با مقایسه دو گروه از بیماران که پس از جراحی سرطان لوزالعمده، به‌طور جداگانه «شیمی‌درمانی اَدجوانت» یا «پرتوشیمی‌درمانی» دریافت کرده بودند، برتری پیش‌آگهی را در گروه شیمی‌درمانی اَدجوانت (نسبت به گروه پرتوشیمی‌درمانی) نشان داد. «انجمن آنکولوژی پزشکی اروپا» توصیه می‌کند که پرتودرمانی کمکی فقط برای افرادی که در کارآزمایی‌های بالینی شرکت کرده‌اند، استفاده شود.

### تومورهای نوراندوکرین
درمان تومورهای نوراندوکرین، از جمله انواع بدخیم ناشایع، ممکن است رویکردهای گوناگونی را دربرگیرد. برخی از تومورهای کوچک کمتر از ۱ سانتی‌متر را که به‌طور تصادفی شناسایی می‌شوند — مثلاً هنگام انجام سی‌تی اسکن به‌منظوری دیگر — می‌توان با روش «انتظار همراه با مراقبت دقیق از بیمار» زیر نظر داشت. اتخاذ این روش به خطر ارزیابی‌شده جراحی بستگی دارد که تحت تأثیر محل تومور و حضور سایر مشکلات همزمان پزشکی است. از آنجایی که همهٔ این گروه از تومورها نادر هستند، دستورالعمل‌ها کنونی تأکید دارند که درمان باید در یک مرکز تخصصی انجام شود. پیوند کبد ممکن است در موارد خاصی از متاستاز کبدی در نظر گرفته شود.
برای تومورهای فعال، داروهای آنالوگِ سوماتواستاتین همچون اوکتروتاید، قادر به کاهش تولید بیش از حد هورمون‌ها هستند. لانرئوتاید هم قادر است رشد تومور را آهسته کند. اگر تومور علامت‌دار باشد و نتوان آن را با جراحی برداشت، درمان هدفمند با اورولیمس یا سانیتینیب گاهی به کاهش علائم و کند کردن پیشرفت بیماری کمک می‌کند. شیمی‌درمانی سیتوتوکسیک استاندارد عموماً برای تومورهای نوراندوکرین چندان مؤثر نیست، اما ممکن است زمانی که سایر درمان‌های دارویی در جلوگیری از پیشرفت بیماری شکست می‌خورند، (یا برای درمان تومورهای نوراندوکرین با تمایز کم) استفاده شود.
پزشکان در صورت وجود دردِ ناشی از گسترش آناتومیک سرطان، مثلاً متاستاز به استخوان، گاهی پرتودرمانی تجویز می‌کنند. برخی از تومورهای نوراندوکرین، پپتیدها یا هورمون‌های خاصی را جذب می‌کنند و این تومورها ممکن است به درمان پزشکی هسته‌ای با پپتیدهای نشاندارشده یا هورمون‌هایی مانند آیوبنگوان (ید-۱۳۱ یا MIBG) پاسخ دهند. حذف با بسامد رادیویی، فرایند انجماد تومور و آمبولیزاسیون شریان کبدی نیز گاهی مورد استفاده قرار می‌گیرند.

### مراقبت‌های تسکینی
«مراقبت‌های تسکینی»، مراقبت‌های پزشکی-پرستاری هستند که بر مدیریت درمان و تسکین علائم برخی بیماری‌های جدی مانند سرطان و بهبود کیفیت زندگی بیماران تمرکز دارند. از آنجا که آدنوکارسینوم لوزالمعده معمولاً در مراحل پیشرفته تشخیص داده می‌شود، مراقبت‌های تسکینی اغلب تنها گزینهٔ درمانیِ موجود است. مراقبت تسکینی بر درمانِ خودِ سرطان متمرکز نیست، بلکه هدفش تسکین علائمی مانند درد یا حالت تهوع بیمار است و به تصمیم‌گیری در نحوهٔ مدیریت درمان کمک می‌کند، از جمله اینکه آیا مراقبت از بیمار در «مرکز مراقبت از بیماران مراحل انتهایی» مفید بوده یا خیر و اگر لازم است، اینکار در چه زمانی باید انجام شود.
مدیریت رژیم غذایی مناسب در طول درمان جهت اطمینان از تأمین کالری و نیازهای تغذیه‌ای بیمار بسیار مهم است. تجویز مکمل‌های آنزیمی لوزالمعده از آن جهت اهمیت دارد که نارسایی بخش برون‌ریز لوزالمعده، به‌طور قابل توجهی وضعیت تغذیه‌ای بیمار را بدتر می‌کند. درمان‌های دارویی کمکی شامل تجویز پروژسترون‌ها (مدروکسی‌پروژسترون)، کورتیکواستروئیدها، استروئیدهای آنابولیک (ناندرولون، اکساندرولون)، الانزاپین و میرتازاپین است.

## پیامدها
آدنوکارسینوم لوزالمعده و سایر سرطان‌هایِ ناشایعِ بخش برون‌ریز این غده، پیش‌آگهی بسیار ضعیفی دارند، زیرا معمولاً در مراحل پایانی تشخیص داده می‌شوند، یعنی هنگامی که سرطان به صورت موضعی پیشرفته کرده یا به سایر قسمت‌های بدن گسترش یافته است. پیامد بیماری در موردِ تومورهای نوراندوکرین بسیار بهتر است؛ بسیاری از آنها خوش‌خیم و کاملاً فاقد علائم بالینی هستند، و حتی مواردی که با جراحی قابل درمان نیستند، میانگین بقای پنج ساله ۱۶٪ دارند، با این حال چشم‌انداز بیماری به میزانِ قابل توجهی بسته به نوع تومور، متفاوت است.
برای آدنوکارسینوم لوزالمعده پیشرفته و متاستاتیک، که مجموعاً بیش از ۸۰ درصد از کل موارد سرطان لوزالمعده را در بر می‌گیرند، کارآزمایی‌های متعددی که رژیم‌های شیمی‌درمانی را مقایسه می‌کنند، افزایش زمان بقا را نشان داده‌اند، اما این افزایش بقا بیش از یک سال نبوده است. به‌طور کلی بقای پنج ساله برای سرطان لوزالمعده در ایالات متحده از ۲٪ در موارد تشخیص داده شده در ۱۹۷۵–۱۹۷۷، و ۴٪ در تشخیص‌های ۱۹۸۷–۱۹۸۹، به ۶٪ در ۲۰۰۳–۲۰۰۹ افزایش یافته است. در کمتر از ۲۰ درصدِ آدنوکارسینوم‌های لوزالمعده که رشد تومور موضعی و اندازهٔ آن کوچک (کمتر از ۲ سانتی‌متر در مرحله T1) است، حدود ۲۰ درصد آمریکایی‌ها تا پنج سال زنده می‌مانند.
حدود ۱۵۰۰ ژن با پیش‌آگهی آدنوکارسینوم لوزالمعده مرتبط هستند. برخی از این‌ها ژن‌های نامطلوب بوده، که بیان بیش از حدشان، به پیامد بد بیماری مربوط است، مثل MET و MUC-1، و برخی دیگر ژن‌های اثر مثبتی دارند و بیان زیادشان با بقای بیشتر مبتلایان مرتبط است، مثل فاکتور رونویسی PELP-1.
| مرحله بالینی | میزان بقای ۵ ساله در آمریکا (%) برای مواردی که مابین ۱۹۹۲–۱۹۹۸ تشخیص داده شدند | میزان بقای ۵ ساله در آمریکا (%) برای مواردی که مابین ۱۹۹۲–۱۹۹۸ تشخیص داده شدند |
| مرحله بالینی | سرطان‌های بخش برون‌ریز لوزالمعده                                                 | تومورهای نورواندوکرین که با جراحی درمان شدند                                   |
| ------------ | ------------------------------------------------------------------------------ | ------------------------------------------------------------------------------ |
| IA / I       | ۱۴                                                                             | ۶۱                                                                             |
| IB           | ۱۲                                                                             |                                                                                |
| IIA / II     | ۷                                                                              | ۵۲                                                                             |
| IIB          | ۵                                                                              |                                                                                |
| III          | ۳                                                                              | ۴۱                                                                             |
| IV           | ۱                                                                              | ۱۶                                                                             |

| مرحلهٔ بالینی | میزان بقای کلی |
| IA           | ۳۱٬۴٪          |
| IB           | ۲۷٬۲٪          |
| IIA          | ۱۵٬۷٪          |
| IIB          | ۷٬۷٪           |
| III          | ۶٬۸٪           |
| IV           | ۲٬۸٪           |

| میزان بقا (ماه): | درصد در گروه سنی |           |              |       |       |
| کمتر از ۴۹ سال   | ۵۰–۶۴ سال        | ۶۵–۷۹ سال | بالای ۸۰ سال | در کل |       |
| ۶ ماه            | ۶۴٬۴٪            | ۵۶٬۰٪     | ۴۶٬۷٪        | ۳۰٬۱٪ | ۴۷٬۷٪ |
| ۱۲ ماه           | ۴۴٬۰٪            | ۳۴٬۷٪     | ۲۶٬۳٪        | ۱۵٬۷٪ | ۲۸٬۲٪ |
| ۱۸ ماه           | ۳۴٬۲٪            | ۲۳٬۴٪     | ۱۷٬۳٪        | ۹٬۵٪  | ۱۸٬۹٪ |
| ۲۴ ماه           | ۲۷٬۰٪            | ۱۷٬۱٪     | ۱۲٬۵٪        | ۷٬۰٪  | ۱۴٬۰٪ |
| ۳۶ ماه           | ۲۰٬۹٪            | ۱۱٬۷٪     | ۸٬۳٪         | ۴٬۴٪  | ۹٬۶٪  |
| ۴۸ ماه           | ۱۸٬۰٪            | ۹٬۳٪      | ۶٬۶٪         | ۳٬۶٪  | ۷٬۸٪  |
| ۶۰ ماه           | ۱۶٬۵٪            | ۸٬۰٪      | ۵٬۸٪         | ۳٬۳٪  | ۶٬۹٪  |
| ۱۲۰ ماه          | ۱۳٬۵٪            | ۵٬۸٪      | ۳٬۶٪         | ۲٬۰٪  | ۴٬۹٪  |

## همه‌گیرشناسی و پراکندگی

مرگ‌ومیر ناشی از سرطان لوزالمعده به ازای هر میلیون نفر در سال ۲۰۱۲
۰–۴
۵–۶
۷–۹
۱۰–۱۵
۱۶–۲۵
۲۶–۳۳
۳۴–۷۰
۷۱–۱۲۱
۱۲۲–۱۶۲
۱۶۳–۲۳۵

در سال ۲۰۱۵، انواع مختلف سرطان لوزالمعده منجر به مرگ ۴۱۱٬۶۰۰ نفر در سراسر جهان شد. در مقایسه، در سال ۲۰۲۲ و مطابق گزارش «صندوق جهانی پژوهش‌های سرطان» و «رصدخانه جهانی سرطان»، بیش از ۵۱۰٬۹۹۲ مورد سرطان لوزالمعده ثبت شد و ۴۶۷٬۴۰۹ نفر از مبتلایان جان خود را از دست دادند. بررسی‌ها افزایش سالانه تعداد مبتلایان به این بیماری را نشان می‌دهد و پیش‌بینی‌های آماری احتمال افزایش ۹۵٫۴ درصدی در موارد جدید ابتلا در سطح جهان (به‌طور بالقوه ۹۹۸٬۶۶۳ نفر) تا سال ۲۰۵۰ را مطرح می‌کنند. اگرچه سرطان لوزالمعده تنها ۲٫۵ درصد موارد جدید سرطان‌ها را در کل تشکیل می‌دهد، اما این بیماری، مسئول ۶ درصد مرگ‌ومیر ناشی از سرطان در هر سال است. این بیماری هفتمین علت مرگ ناشی از سرطان در سراسر جهان، پنجمین علتِ شایعِ مرگِ ناشی از سرطان در بریتانیا و سومین علتِ شایعِ مرگِ ناشی از سرطان در ایالات متحده آمریکا است.
در سطح جهانی، سرطان لوزالمعده دوازدهمین سرطان شایع در زنان و دوازدهمین سرطان شایع در مردان است. اکثر موارد ثبت‌شده (۷۰ درصد از کلِ موارد جدید این بیماری) در کشورهای توسعه‌یافته رخ می‌دهد. میانگین خطر بروز این بیماری در شهروندان ایالات متحده در طول عمر حدود ۱ در ۶۷ (یا ۱٫۵٪) بوده، که کمی بیشتر از این رقم در بریتانیا است. این بیماری در مردان شایع‌تر از زنان بوده، اگرچه این تفاوت جنسیتی در میزان بروز در دهه‌های اخیر کاهش یافته، که احتمالاً نشان‌دهنده افزایش مصرف سیگار زنان در سنین پائین است. در ایالات متحده، خطر ابتلا برای آمریکایی‌های آفریقایی‌تبار، بیش از ۵۰٪ بیشتر از سفیدپوستان است، اما این میزان در آفریقا و شرق آسیا بسیار کمتر از آمریکای شمالی یا اروپا است، ایالات متحده آمریکا، اروپای مرکزی و شرقی، و آرژانتین و اروگوئه همگی دارای نرخ‌های ابتلای زیادی هستند.

### تومورهای نورواندوکرین
میزان بروز سالانه تومورهای نورواندوکرین لوزالمعده شناخته‌شده، اندک است (حدود ۵ در هر یک میلیون نفر در سال) که غالباً از انواع غیرفعال (غیر ترشحی) تومور هستند. حدود ۴۵٪ تا ۹۰٪ از تومورهای نورواندوکرین لوزالمعده از انواع غیرفعال هستند. در بررسی‌های کالبدگشایی در بسیاری از مواقع تومورهای نورواندوکرین کوچکی کشف می‌شود که نشان می‌دهد شیوع تومورهایی که بی‌اثر و بدون علامت باقی می‌مانند، ممکن است نسبتاً بالا باشد. به‌طور کلی تصور می‌شود که تومورهای نورواندوکرین حدود ۱ تا ۲ درصد از کل تومورهای لوزالمعده را تشکیل دهند. تعریف و طبقه‌بندی تومورهای نورواندوکرین در طول زمان تغییر کرده و بر آنچه در مورد همه‌گیرشناسی و اثرات بالینی آنها می‌دانیم، تأثیر گذاشته است.

## تاریخچه

### شناخت و تشخیص

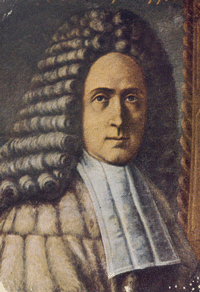
تصویری از جووانی باتیستا مورگانی، آسیب‌شناس ایتالیایی که نخستین تشخیص سرطان لوزالمعده را به او نسبت می‌دهند.

نخستین شناسایی و توصیف سرطان لوزالمعده به دانشمند ایتالیایی قرن هجدهم جووانی باتیستا مورگانی، پدر آسیب‌شناسی تشریحی امروزی، نسبت داده شده است که ادعا می‌کرد چندین مورد سرطان را در لوزالمعده ردیابی کرده است. با توجه به ظاهر مشابه آن به پانکراتیت، بسیاری از پزشکان قرن ۱۸ و ۱۹ در مورد وجود این بیماری تردید داشتند. چند گزارش موردی در دهه‌های ۱۸۲۰ و ۱۸۳۰ منتشر شد و سرانجام یک تشخیص قطعی با آسیب‌شناسی بافتی توسط پزشک آمریکایی، جیکوب مندس دا کوستا ثبت شد که خودش در قابل اعتماد بودن توصیف‌های مورگانی تردید داشت. سرانجام در آغاز قرن بیستم، سرطان سر لوزالمعده به یک تشخیص کاملاً مسلم و معتبر تبدیل شده بود.
در مورد تومورهای نوراندوکرین، احتمال سرطان سلول‌های جزایر لانگرهانس نخستین بار در سال ۱۸۸۸ مطرح شد. نخستین مورد ترشح بیش از حد انسولین ناشی از تومورهای انسولین‌ساز لوزالمعده در سال ۱۹۲۷ گزارش شد که آن را منسوب به جراحان آمریکایی، «رابرت میلتون زولینگر» و «اِدوین هومر الیسون» می‌دانند. این دو با فرض وجود تومور ترشح‌کننده گاسترین، دو مورد زخم گوارشی غیرمعمولِ شدید در سال ۱۹۵۵ گزارش کردند و پس از آن نامشان بر روی سندرم زولینگر-الیسون ماندگار شد. در سال ۲۰۱۰، سازمان جهانی بهداشت توصیه کرد که PanNEts نیز به جای تومورهای «درون‌ریز» به عنوان تومورهای «نورواندوکرین» شناخته شوند.
امروزه تومورهای کوچک پیش‌سرطانی در بسیاری از سرطان‌های لوزالمعده بدون هیچ وقفه‌ای توسط تصویربرداری مدرن پزشکی قابل شناسایی است. یک نوع آن، نئوپلاسم پاپیلاری موسینی داخل مجاری، نخستین بار توسط محققان ژاپنی در سال ۱۹۸۲ کشف و توصیف شد. در درسنامهٔ «اصول و کاربرد جراحی سرطان: رویکرد چند رشته‌ای به مشکلات پیچیده» در سال ۲۰۱۰ اشاره شد که: «تا یک دهه بعد، توجه کمی به این گزارش شد. اما طی ۱۵ سال آتی، افزایش شدیدی در میزان تشخیص این تومور پدید آمد.»

### جراحی
نخستین جراحی ویپل جزئی گزارش‌شده توسط جراح ایتالیایی آلساندرو کودی‌ویلا در سال ۱۸۹۸ انجام شد، اما بیمار ۱۸ روز بعد در اثر عوارض بعدِ عمل درگذشت. عمل‌های جراحی اولیه خطرناک و ناقص بودند؛ نخست به‌دلیل باورهای اشتباه آن روزگار مبنی بر اینکه بیماران در صورت برداشته‌شدن دوازدهه می‌میرند یا آنکه متوقف کردن جریان شیره لوزالمعده مرگبار است. بعدها نیز به اشتباه، فرض می‌شد که می‌توان مجرای لوزالمعده را به سادگی و بدون عوارض جانبی جدی بست؛ اما شواهد جدید نشان می‌دهند که در اغلب موارد مجرای بسته‌شده بعد از مدتی نشت می‌کند. در سال‌های ۱۹۰۷ و ۱۹۰۸، پس از چند عمل ناموفق دیگر توسط جراحان گوناگون، روش‌های آزمایشی متفاوتی بر روی اجساد توسط جراحان فرانسوی صورت پذیرفت.
در سال ۱۹۱۲ جراح آلمانی والتر کائوش نخستین کسی بود که بخش‌های بزرگی از دوازدهه و لوزالمعده را با هم برداشت. این جراحی در شهر برسلاو (وروتسواف کنونی در لهستان) انجام شد. لستر درگستد در سال ۱۹۱۸ با جراحی بر روی سگ‌ها نشان داد که حتی پس از برداشتن کامل دوازدهه، سگ‌ها زنده می‌مانند و چنین جراحی سنگینی با بقای جانور منافاتی ندارد. تا پیش از آن تنها بخشی از دوازدهه برداشته می‌شد تا آنکه در سال ۱۹۳۵ جراح آمریکایی آلن اولدفادر ویپل جراحی توتال دئودنکتومی (برداشت کامل دوازدهه) را بر روی انسان انجام داد و بعدها نتایج مجموعه‌ای از سه عمل جراحی را که در بیمارستان نیویورک-پرسبیترین انجام شده بود، گزارش کرد. البته برداشت کاملِ دوازدهه فقط در یکی از سه بیمار انجام شد و این بیمار به مدت دو سال و تا زمانیکه متاستاز سرطان به کبد موجبِ مرگش شود، زنده بود.
نخستین جراحی ویپل به صورت برنامه‌ریزی‌نشده انجام گرفت، چرا که سرطان بیمار را روی تخت جراحی در اتاق عمل کشف کردند. موفقیت ویپل راهگشای پزشکان در آینده شد، اما این جراحی تا دهه‌های اخیر روشی دشوار و خطرناک باقی‌ماند. ویپل اصلاحات متعددی را برای روش جراحی خود منتشر کرد، از جمله نخستین برداشت کامل دوازدهه در سال ۱۹۴۰؛ او در طول فعالیت خود در مجموع ۳۷ جراحی ویپل انجام داد.
در اواخر دهه ۱۹۳۰ میلادی، کشف اینکه ویتامین کا از خونریزی همراه با یرقان جلوگیری می‌کند و تبدیل روش‌های انتقال خون به عنوان یک فرایند عادی و روزمره، بقای بیمار پس از عمل جراحی ویپل را بهبود بخشیدند، اما تا اواخر دهه ۱۹۷۰ حدود ۲۵٪ از مبتلایان هرگز بیمارستان را زنده ترک نکردند. در دهه ۱۹۷۰، گروهی از جراحان آمریکایی نوشتند که این روش بسیار خطرناک است و باید کنار گذاشته شود. از آن زمان، نتایج در مراکز بیمارستانی بزرگ و مجهز، به‌طور قابل توجهی بهبود یافته است و مرگ‌ومیر ناشی از این جراحی اغلب کمتر از ۴٪ است.
در سال ۲۰۰۶ گزارشی از مجموعه ای از ۱۰۰۰ جراحی ویپل متوالی توسط یک جراح از بیمارستان جانز هاپکینز بین سال‌های ۱۹۶۹ تا ۲۰۰۳ منتشر شد. میزان این عمل‌ها در این دوره به‌طور پیوسته افزایش یافته بود و تنها سه مورد پیش از سال ۱۹۸۰ جراحی شده بودند. میانگین زمان عمل از ۸٫۸ ساعت در دهه ۱۹۷۰ به ۵٫۵ ساعت در دهه ۲۰۰۰ کاهش یافت و مرگ و میر طی ۳۰ روز پس از جراحی یا مرگ‌های رخ داده در بیمارستان تنها ۱٪ بود. مجموعه‌ای دیگر از ۲۰۵۰ جراحی در بیمارستان عمومی ماساچوست ما بین سال‌های ۱۹۴۱ و ۲۰۱۱ تصویر مشابهی از بهبود این روش جراحی - به‌لحاظ کاهش مرگ‌ومیر حین عمل و همچنین عوارض پس از جراحی مثل سپتیسمی و شوک هموراژیک - را نشان داد.

## پژوهش‌ها
پژوهش‌های جدید و جاری در سرطان لوزالمعده شامل مطالعات ژنتیکی و تشخیص زودهنگام، درمان در مراحل مختلف سرطان، استراتژی‌های جراحی و درمان‌های هدفمند مانند مهار فاکتورهای رشد، درمان‌های مبتنی بر سیستم ایمنی و واکسن‌ها هستند. برخی از بررسی‌های جدید نشان می‌دهد اسیدهای صفراوی ممکن است در سرطان‌زایی در لوزالمعده نقش داشته باشند.
همچنان پرسش‌های اساسی دربارهٔ زمان رخداد وقایع یا مرحله‌بندی و پیشرفت بیماری به ویژه نقش ظهور دیابت و چگونگی و زمان گسترش بیماری وجود دارد. آگاهی از اینکه دیابت نوظهور می‌تواند نخستین نشانهٔ بیماری باشد، ممکن است تشخیص و پیشگیری به موقع از سرطان را، در صورت ایجاد یک استراتژی غربالگریِ قابل اجرا، تسهیل کند. بررسی کارآزمایی پیشنهادی مؤسسه ثبت پانکراتیت و سرطان لوزالمعده ارثی اروپا (EUROPAC) با هدف تعیین «آیا غربالگری منظم برای افرادی که سابقهٔ خانوادگی این بیماری را دارند مناسب است یا خیر» نیز یکی از محورهای پژوهشی در این زمینه به‌شمار می‌آید.
جایگزینی جراحی سوراخ کلید (لاپاروسکوپی) به جای جراحی ویپل، به ویژه از نظر زمان بهبودی، در حال ارزیابی است. الکتروپوریشن بازگشت‌ناپذیر نیز یک تکنیک اَبلاسیون نسبتاً جدید با پتانسیل کم کردن سرعت رشد سرطان و طولانی‌تر نمودن عمر افراد مبتلا به سرطان‌های غیر متاستازی پیشرفته، به‌ویژه برای تومورهای مجاور عروق اطراف لوزالمعده، بدون خطرِ ایجاد ترومای عروقی است.
تلاش‌هایی برای توسعه داروهای جدید در حال انجام است، از جمله داروهایی که مکانیسم‌ها و مسیرهای سوخت‌وسازی را در شروع سرطان، تکثیر سلول‌های بنیادی، و رشد سلولی هدف قرار می‌دهند. رویکرد دیگر ایمونوتراپی است که شامل استفاده از ویروس‌های سرطان‌کُش برای هدف قرار دادن سلول‌های سرطانی است. مکانیسم‌های خاص گالکتین در ریزمحیط تومور نیز در حال مطالعه و بررسی هستند.
استفاده از نانوذرات به‌جای رویکردهای دارویی معمول می‌تواند به انتقال هدفمند و پایدار یک رژیم دارویی به مکان‌های خاص سرطان/تومور، بدون آسیب به سلول‌های سالم بدن و ایجاد عوارض جانبی کلان بر بدن، کمک کند.

## سرطان لوزالمعده در جانوران
سرطان بخش برون‌ریز لوزالمعده، سرطانی نسبتاً نادر در جانوران است که در برخی از گونه‌های جانوران وحشی، اهلی، دست‌آموز و خانگی یافت شده است. این سرطان عمدتاً گربه‌ها و سگ‌ها را درگیر می‌کند و البته گزارش‌هایی از بروز این بیماری در خوک‌ها، گاوها و اسب‌ها نیز وجود دارد. در جانوران وحشی، سرطان بخش برون‌ریز لوزالمعده به‌ویژه در خرس‌ها شایع است.
در مقایسه با تومورهای انسانی که آدنوکارسینوم در آنها شکل غالب سرطان است، تومورهای حیوانی تنوع بافتی بیشتری دارند و تومورها نشات‌گرفته از سلول‌های آسینار یا غدد درون‌ریز لوزالمعده هستند. این بیماری با نفوذ رشد و تخریب ساختارهای مجاور و متاستازهای نسبتاً زودرس تظاهر می‌کند. به عبارت دیگر، سرطان معمولاً در مراحل پیشرفته و با درگیری غدد لنفاوی و همچنین بروز متاستازهای دوردست تشخیص داده می‌شود. سونوگرافی گاهی در تشخیص بیماری مفید است، اما بیشتر موارد سرطان لوزالمعده در جریان لاپاراتومی اکتشافی، تشخیص داده می‌شوند. چگونگی خارج کردن کامل لوزالمعده یا جراحی ویپل در درسنامهٔ جامع «سرطان‌شناسی بالینی جانوران کوچک» شرح داده شده است و آناستوموزهای بای‌پس تسکین‌دهنده نیز گاهی انجام می‌شود. شیمی‌درمانی و پرتودرمانی در جانوران کاربرد چندانی ندارند.

### واژه‌نامه
1. ↑  Pancreatic ductal adenocarcinoma
2. ↑  Splanchnic Nerve Plexus
3. ↑  Asthenia
4. ↑  Intraepithelial neoplasia
5. ↑  intraductal tubulopapillary neoplasm
6. ↑  Neoadjuvant therapy
7. ↑  Performance status
8. ↑  Clinical Trial Endpoint
9. ↑  nab-paclitaxel
10. ↑  European Study Group for Pancreatic Cancer Research (ESPAC)
11. ↑  Watchful Waiting
12. ↑  poorly differentiated PanNET
13. ↑  Cryoablation
14. ↑  Hepatic artery embolization
15. ↑  Hospice
16. ↑  Irreversible electroporation